# Bulgarien
Bulgarien (bulgarisch Българияⓘ [bɤɫˈgarijɐ]; amtliche Bezeichnung seit 1990 Republik Bulgarien, bulgarisch Република България) ist eine Republik in Südosteuropa mit etwa 6,5 Millionen Einwohnern. Das Land nimmt den Großteil der östlichen Balkanhalbinsel ein und grenzt im Norden an Rumänien, im Westen an Serbien und Nordmazedonien, im Süden an Griechenland und die Türkei und im Osten an das Schwarze Meer. Bulgarien umfasst ein Gebiet von 110.994 Quadratkilometern und liegt in der gemäßigten Klimazone. Sofia ist die Hauptstadt und gleichzeitig die größte Stadt des Landes; andere größere Städte sind Plowdiw, Warna und Burgas. Bulgarien ist seit 2004 Mitglied der NATO und trat 2007 der Europäischen Union bei.
Auf dem Gebiet des heutigen Bulgariens befinden sich die bislang frühesten Belege für die Anwesenheit des Menschen (Homo sapiens) in Europa und mit der neolithischen Karanowo-Kultur, die bis ins Jahr 6500 v. Chr. zurückreicht, eine der frühesten Siedlungen des Kontinents. Im 6. bis 3. Jahrhundert v. Chr. geriet die Region ins Spannungsfeld der Thraker, Perser, Kelten und Griechen. Stabilität kam, als es dem Römischen Reich im Jahr 45 n. Chr. gelang, die Region zu erobern. Mit dem Niedergang und der Aufteilung des Reiches begannen in der Region erneut Invasionen unterschiedlicher Gruppen. Im 4. Jahrhundert wanderten die Goten ein und erschufen hier die einzige Schriftquelle ihrer Sprache. Um das 6. Jahrhundert wurden die Gebiete von den frühen Slawen besiedelt. Die Ur-Bulgaren, angeführt von den Brüdern Asparuch und Kuwer, verließen das Gebiet des (alten) (Groß-)Bulgariens und siedelten sich im späten 7. Jahrhundert dauerhaft auf der Balkanhalbinsel an. Sie gründeten zwei Reiche mit dem Namen Bulgarien, eines zwischen Donau und Balkangebirge und eines im Gebiet um das heutige Bitola im Westen der Halbinsel. Das Donaureich, das 681 vom Oströmischen Reich vertraglich anerkannt wurde, vereinigte sich im Laufe der Zeit mit dem Reich von Kuwer. Dieses Erste Bulgarische Reich beherrschte den größten Teil der südlichen Balkanhalbinsel und beeinflusste die slawischen Kulturen maßgeblich durch die Entwicklung der kyrillischen Schrift am Hofe der bulgarischen Zaren und die Gründung des Bulgarischen Patriarchats. Die altbulgarische Literatur und das bulgarische Schrifttum bildeten das drittgrößte kulturelle und religiöse Gebiet im mittelalterlichen Europa. Das Reich existierte bis Anfang des 11. Jahrhunderts, als der byzantinische Kaiser Basilius II. es eroberte und unterwarf. Ein erfolgreicher bulgarischer Aufstand im Jahr 1185 begründete ein Zweites Bulgarisches Reich, das unter Ivan Asen II. (1218–1241) seinen Höhepunkt erreichte. Nach zahlreichen erschöpfenden Kriegen und Feudalkämpfen löste sich das Reich 1396 auf und die Region geriet fast fünf Jahrhunderte lang unter osmanische Herrschaft.
Das heutige Bulgarien entstand 1878 im Zuge des Russisch-Osmanischen Krieges (1877–1878) und des Zerfalls des Osmanischen Reiches zunächst als autonomes Fürstentum und nach der Ausrufung der Unabhängigkeit (1908) als Zarentum Bulgarien. Im Zweiten Weltkrieg wurde Bulgarien 1944 von der Sowjetunion besetzt, die Monarchie abgeschafft und eine realsozialistische Volksrepublik ausgerufen, die mit dem Zerfall des Realsozialismus 1991 aufgelöst wurde.
Heute ist Bulgarien eine parlamentarische Republik, die aus 28 Provinzen mit einem hohen Grad an politischer, administrativer und wirtschaftlicher Zentralisierung besteht. Mit einer Wirtschaft im oberen mittleren Einkommensbereich zählt das Entwicklungsprogramm der Vereinten Nationen Bulgarien zu den Ländern mit hoher menschlicher Entwicklung. Seine Marktwirtschaft ist Teil des europäischen Binnenmarktes und basiert weitgehend auf Dienstleistungen, gefolgt von Industrie – insbesondere Maschinenbau und Bergbau – und Landwirtschaft. Bulgarien ist der weltweit größte Lavendelölproduzent und hat eine lange Tradition im Rosenanbau und der Rosenölherstellung. Das Land ist mit einer demografischen Krise konfrontiert, da seine Bevölkerung seit Beginn der 1990er Jahre stetig abnimmt, vom Höchststand von fast neun Millionen Einwohnern im Jahr 1988 auf heute nur etwa 6,5 Millionen.
Bulgarien ist seit 29. März 2004 Mitglied der NATO und seit 1. Januar 2007 Mitglied der Europäischen Union (EU) und des Europarates, Gründungsmitglied der OSZE und hat dreimal einen Sitz im Sicherheitsrat der Vereinten Nationen eingenommen. Seit dem 1. Januar 2025 ist Bulgarien Teil des Schengen-Raumes.

## Geographie

Topografische Karte Bulgariens

Die Republik Bulgarien liegt im Osten der Balkanhalbinsel. Bulgarien grenzt im Norden an Rumänien, im Westen an Serbien und Nordmazedonien, im Süden an Griechenland und die Türkei.
Die Grenzen zur Türkei (270 km), Nordmazedonien (148 km) und zu Serbien (318 km) sind zugleich EU-Außengrenzen.
Rumänien, Griechenland und Bulgarien sind EU-Mitglieder.
Die Grenze zu Rumänien ist 631 km lang; zum größten Teil ist die Donau die Grenze. Die Grenze zu Griechenland ist 259 km lang.
Im Osten bildet das Schwarze Meer die natürliche Grenze. Die Küstenlinie ist rund 354 km lang.
Hauptstadt und Regierungssitz der Republik Bulgarien ist Sofia. Weitere bedeutende wirtschaftliche, administrative und kulturelle Zentren sind die Städte Plowdiw, Warna, Burgas, Russe und Stara Sagora.
Das Territorium Bulgariens besteht zu zwei Dritteln aus den Tiefebenen, die von den Flüssen Donau und Mariza und ihren zahlreichen Nebenflüssen entwässert werden. Es hat zwei große Gebirgsketten: das Balkangebirge (bulgarisch Стара Планина Stara planina, deutsch ‚Altes Gebirge‘) und die Rhodopen. Die höchsten Erhebungen des Balkangebirges sind der Berg Botew (2376 m) und der Tschumerna (1536 m). Die nördlich des Balkangebirges gelegene Donautiefebene wird durch die Donau begrenzt, die hier die Staatsgrenze zu Rumänien darstellt. In ihr liegen die Städte Plewen, Rasgrad, Russe und Schumen sowie Warna am Schwarzen Meer. Südlich des Balkangebirges erstreckt sich die Oberthrakische Tiefebene, auch Mariza-Ebene genannt. In diesem Mittelbulgarischen Becken finden sich die Städte Plowdiw und Stara Sagora sowie Burgas am Schwarzen Meer. Diese Ebene wird im Westen und im Süden durch die Rhodopen sowie die Gebirge Sakar und Strandscha im Süden begrenzt. Die höchste Erhebung der Rhodopen ist der Berg Großer Perelik (2191 m). Im Südwesten des Landes befinden sich mit dem Rila- und dem Pirin-Gebirge zwei weitere Hochgebirge mit Gipfeln zwischen 2000 und 3000 Metern Höhe, wobei der Berg Musala (2925 m) der höchste auf der gesamten Balkanhalbinsel ist.
Bulgarien verfügt über drei National- (Rila, Zentrales Balkangebirge und Pirin), elf Naturparks und 55 Naturreservate. Das Land hat Anteile am Grünen Band Europas und liegt im Blauen Herzen Europas.

### Klima
|                       | Jan | Feb | Mär | Apr | Mai | Jun | Jul | Aug | Sep | Okt | Nov | Dez |   |      |
| Mittl. Tagesmax. (°C) | 4   | 6   | 10  | 15  | 20  | 24  | 27  | 27  | 23  | 17  | 11  | 6   | ⌀ | 15,9 |
| Mittl. Tagesmin. (°C) | −3  | −1  | 2   | 6   | 11  | 15  | 17  | 16  | 12  | 8   | 4   | 0   | ⌀ | 7,3  |
|                       |     |     |     |     |     |     |     |     |     |     |     |     |   |      |
| Niederschlag (mm)     | 35  | 38  | 36  | 47  | 59  | 61  | 47  | 41  | 35  | 36  | 52  | 43  | Σ | 530  |
|                       |     |     |     |     |     |     |     |     |     |     |     |     |   |      |
| Sonnenstunden (h/d)   | 3   | 3   | 4   | 6   | 7   | 8   | 9   | 9   | 7   | 5   | 3   | 2   | ⌀ | 5,5  |
|                       |     |     |     |     |     |     |     |     |     |     |     |     |   |      |
| Regentage (d)         | 9   | 10  | 10  | 12  | 13  | 12  | 10  | 9   | 7   | 11  | 10  | 12  | Σ | 125  |
|                       |     |     |     |     |     |     |     |     |     |     |     |     |   |      |
| Luftfeuchtigkeit (%)  | 83  | 77  | 69  | 64  | 64  | 62  | 59  | 61  | 67  | 73  | 81  | 82  | ⌀ | 70,1 |

| −3 |

| −1 |

| 2 |

| 6 |

| 11 |

| 15 |

| 17 |

| 16 |

| 12 |

| 8 |

| 4 |

| 0 |

| −3 |

| −1 |

| 2 |

| 6 |

| 11 |

| 15 |

| 17 |

| 16 |

| 12 |

| 8 |

| 4 |

| 0 |

| N i e d e r s c h l a g | 35  | 38  | 36  | 47  | 59  | 61  | 47  | 41  | 35  | 36  | 52  | 43  |
|                         | Jan | Feb | Mär | Apr | Mai | Jun | Jul | Aug | Sep | Okt | Nov | Dez |

Norden: Im Norden Bulgariens herrscht kontinentales Klima mit heißen und trockenen Sommern sowie kalten, schneereichen Wintern.
Stara Planina (Balkangebirge): Auf der Nordseite schneereiche Winter, auf der Südseite zur gleichen Jahreszeit selten Schneefälle. Besonders im Westen sowie im Rila- und Piringebirge herrscht das sogenannte alpine Klima.

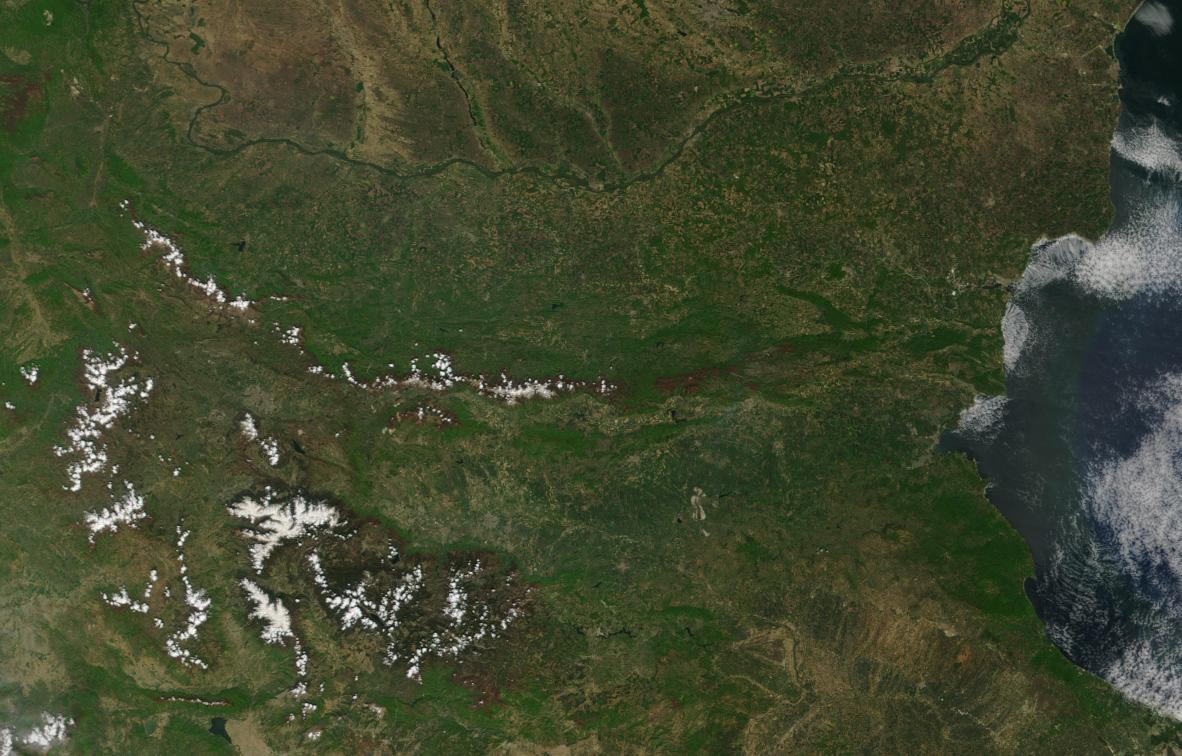
Bulgarien im Mai: Schneebedeckte Gebirge im Norden und Westen. Wolkenbildung über dem Schwarzen Meer.

Zentralbulgarien und Südwesten: Südlich des Balkangebirges liegt die Oberthrakische Tiefebene, in welche das Kontinentalklima nicht vordringen kann. Südlich des Gebirges sorgen also maritime Einflüsse für einen gemäßigten Winter, ein regenreiches Frühjahr und einen warmen Sommer. An der Grenze zu Griechenland und zur Türkei – unter dem Einfluss der Ägäis – verstärkt sich der mediterrane Charakter des Klimas.
Bulgarische Rhodopen: Die drei Gebirge Rila, Pirin und Rhodopen nehmen die westliche Hälfte Südbulgariens ein. Im Gegensatz zu den deutlich höheren Schwestergebirgen weisen die Rhodopen nur im Westen Gebirgsklima auf, im Osten zeigt sich bereits der Übergang zum Küstenklima.
Schwarzes Meer: Das Klima an der Küste zeigt ein mediterranes Profil, jedoch weht der Wind zumeist vom Schwarzen Meer aus östlicher Richtung übers Land. In der Folge sind die Sommer weniger warm als in den Subtropen und die sehr niederschlagsreichen Winter sind milder. Von Mai bis September steigt die Temperatur in der Regel täglich über 20 °C. Im kältesten Monat, dem Januar, fällt sie nur selten unter den Gefrierpunkt.

### Städte
Im Jahr 2023 lebten 77 Prozent der Einwohner Bulgariens in Städten.
Unter den Großstädten spielen als Verwaltungszentren die bulgarische Metropole Sofia sowie der Regierungssitz mehrerer Gemeinden und eines Bezirks (Oblast) Plowdiw eine zentrale Rolle. Weiter sind noch Varna und Burgas zu nennen, die als administrative Zentren der bulgarischen Schwarzmeerküste fungieren. Hier konzentrieren sich daher auch Medien- und Dienstleistungsunternehmen sowie die Kulturinstitutionen des Landes. Aufgrund ihrer vergleichsweise höher entwickelten Infrastruktur haben sie auch die regional höchste Bedeutung für Verkehr und Handel und zeigen die dynamischste Wirtschaftsentwicklung.
In Bulgarien gab es nach dem Zensus von 2011 sieben Städte, die mehr als 100.000 Einwohner hatten: Sofia, Plowdiw, Varna, Burgas, Russe, Stara Sagora und Plewen.

## Bevölkerung

### Demografie

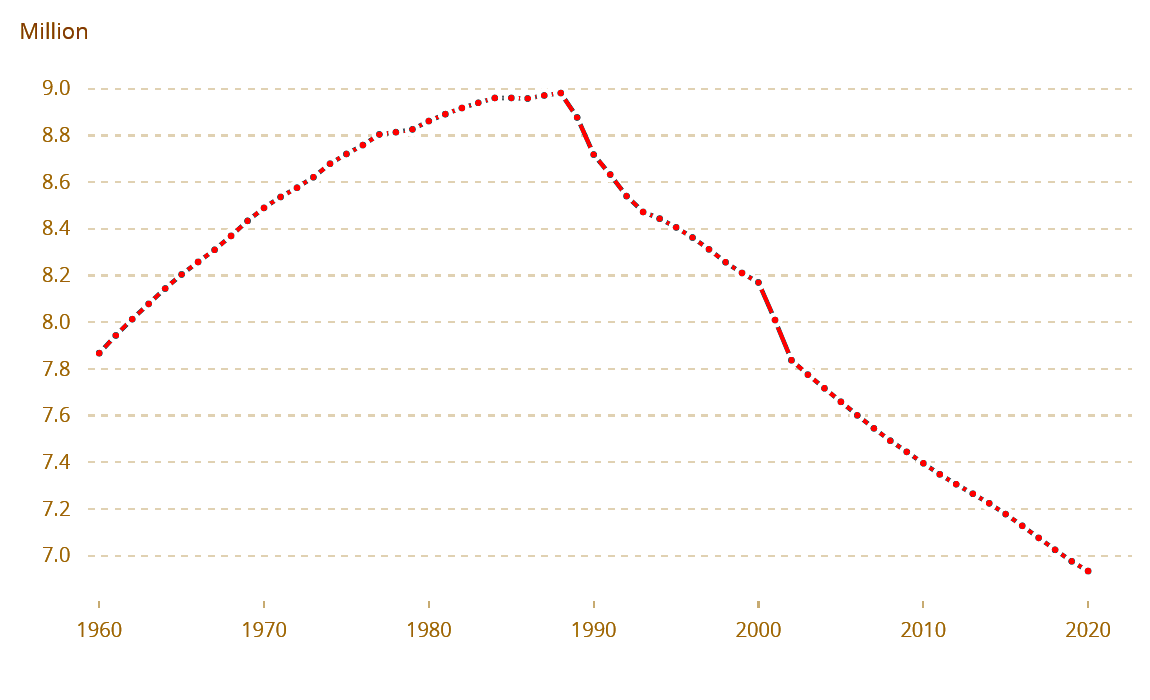
Demographische Entwicklung 1960–2020 (Millionen Einwohner)

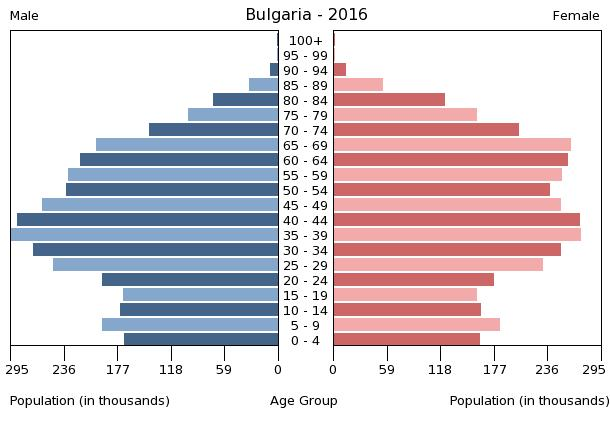
Bevölkerungspyramide 2016: Bulgarien ist eine stark alternde Gesellschaft

Bulgarien hatte 2021 6,5 Millionen Einwohner, 2,4 Millionen bzw. ein Viertel weniger als die 8,9 Millionen von 1985. Das jährliche Bevölkerungswachstum betrug −0,6 %. Zum Bevölkerungsrückgang trug ein Sterbeüberschuss (Geburtenziffer: 8,8 pro 1000 Einwohner vs. Sterbeziffer: 18,4 pro 1000 Einwohner) bei. Die Anzahl der Geburten pro Frau lag 2022 statistisch bei 1,8, die der Europäischen Union betrug 1,5. Der Median des Alters der Bevölkerung lag im Jahr 2021 bei 44,5 Jahren. Im Jahr 2023 waren 14,0 Prozent der Bevölkerung unter 15 Jahre, während der Anteil der über 64-Jährigen 22,3 Prozent der Bevölkerung betrug.
Die Bevölkerungsdichte lag bei 64 Einwohnern/km². Der Großteil der Bevölkerung lebt in den Städten südlich des Balkangebirges.
Viele Bulgaren verließen nach 1990 sowie nach dem EU-Beitritt das Land und ließen sich in verschiedenen süd- und mitteleuropäischen Ländern nieder, vor allem in Spanien, Italien und Deutschland. In dieser Periode konnten nur die zwei Provinzen Sofia-Stadt (+ 120.749 Personen) und Warna (+ 13.061 Personen) sowie lediglich die vier Städte Sofia, Warna, Burgas und Weliko Tarnowo einen Bevölkerungszuwachs verzeichnen. In vier Provinzen (Sofia-Stadt, Burgas, Warna und Plowdiw) liegt die Bevölkerungszahl über 400.000. 39,2 % der Bevölkerung leben in neun Gemeinden, die eine Einwohnerzahl von jeweils mehr als 100.000 Einwohnern aufweisen. In 60 Gemeinden liegt die Einwohnerzahl unter 6000. Der Volkszählung zufolge lebt die Bevölkerung Bulgariens in 255 Städten und 5047 Dörfern. 5.339.001 Personen bzw. 72,5 Prozent der Einwohner leben in Städten und 2.025.569 bzw. 28,9 % auf dem Land. 33,6 % der Bevölkerung leben in den sieben größten Städten. Bulgarien verliert aufgrund von Auswanderung, niedriger Geburtenrate und einer relativ niedrigen Lebenserwartung jedes Jahr Einwohner. Bis 2050 könnte die Einwohnerzahl auf 5,4 Millionen absinken.
| Jahr | Einwohner |
| ---- | --------- |
| 1900 | 3.744.283 |
| 1905 | 4.035.575 |
| 1910 | 4.337.513 |
| 1920 | 4.846.971 |
| 1926 | 5.478.741 |
| 1934 | 6.077.939 |
| 1946 | 7.029.349 |
| 1956 | 7.613.709 |

| Jahr | Einwohner |
| ---- | --------- |
| 1965 | 8.227.866 |
| 1975 | 8.727.771 |
| 1985 | 8.948.649 |
| 1992 | 8.487.317 |
| 2001 | 7.928.901 |
| 2011 | 7.364.570 |
| 2021 | 6.519.789 |
|      |           |

### Bevölkerungsstruktur

Anteil der Türken nach Bezirken

Gemeinden nach Sprache:

Nach der Volkszählung 2021 sind 84,6 % der Bevölkerung Bulgaren; 8,4 % sind Türken (siehe: Türken in Bulgarien), 4,4 % Roma. Der Anteil der Roma dürfte höher liegen als nach der offiziellen Angabe; er wurde 2006 vom Europarat auf rund 800.000, also fast 12 % geschätzt.
Außerdem leben Russen (14.000), Armenier (5306), Walachen, im Norden Rumänen, im Süden Aromunen und die muslimischen, Bulgarisch sprechenden Pomaken in Bulgarien. Etwa ein Viertel bis ein Drittel der heutigen bulgarischen Bevölkerung sind Nachkommen von bulgarischen Flüchtlingen aus Makedonien (→ Makedonische Bulgaren) und Thrakien (→ Thrakische Bulgaren). Im Jahre 2017 waren 2,2 % der Bevölkerung Migranten. Häufigste Herkunftsländer waren Russland, Griechenland und die Türkei.
Trotz dieser Distanz nehmen diese Gruppen rege am gesellschaftlichen und politischen Leben Bulgariens teil. Beispielsweise war die Bewegung für Bürgerrechte und Freiheiten (DPS), die überwiegend von türkischstämmigen und muslimischen Bürgern unterstützt wird, zwischen 2001 und 2009 in zwei Koalitionsregierungen vertreten. Die türkische Minderheit lebte 2001 laut der damaligen Volkszählung besonders zahlreich in den Bezirken Kardschali, Rasgrad, Targowischte, Silistra und Schumen. Pomaken lebten vor allem im Bezirk Smoljan.
2009 gründeten überwiegend pomakischstämmige Bürger die Partei Fortschritt und Wohlstand, da sie mit der Politik der DPS unzufrieden waren. Die bulgarische Verfassung von 1991 (Artikel 11) verbietet aber das Gründen von Parteien auf ethnischer, rassischer oder religiöser Grundlage.
Die Roma gehören in Bulgarien zu den am stärksten von Marginalisierung betroffenen Bevölkerungsgruppen. Ihre soziale Lage ist von Armut, Arbeitslosigkeit, einem zumeist niedrigen Ausbildungsniveau sowie gesellschaftlicher Stigmatisierung geprägt. Ihre Lebenssituation hat sich durch den Transformationsprozess der 1990er Jahre verstärkt und trifft besonders die Roma-Frauen, die unter sozialer Perspektivlosigkeit und unter patriarchalen Familienstrukturen leiden.
Bulgarien wird, ähnlich wie Israel und einige weitere osteuropäische und asiatische Staaten, als ethnische Demokratie beschrieben, in der „die Dominanz einer ethnischen Gruppe institutionalisiert ist“.

### Sprachen
Nach Art. 3 der Verfassung von 1991 ist die Amtssprache Bulgarisch. Nach Art. 36 sind das Erlernen und der Gebrauch der bulgarischen Sprache das Recht und die Pflicht der bulgarischen Bürger. Bulgarische Staatsangehörige, deren Muttersprache eine andere Sprache ist, haben daneben das Recht, auch ihre Sprache zu erlernen und zu benutzen. Das Gesetz kann festlegen, in welchen Fällen nur die Amtssprache verwendet werden darf. Als Minderheitensprachen kommen Türkisch, Romani und Armenisch in Betracht. Dabei ist die in Bulgarien gesprochene türkische Sprache ein Dialekt, der sich teils vom Standard-Türkischen in der Türkei unterscheidet und durch das Bulgarische besonders im lexikalischen Bereich beeinflusst ist.
In Bulgarien wird offiziell die kyrillische Schrift gebraucht.

### Religionen
Artikel 13 der bulgarischen Verfassung von 1991 garantiert die Konfessionsfreiheit, hebt jedoch das orthodoxe Christentum als „traditionelle Religion Bulgariens“ hervor. Die Autokephalie der Bulgarisch-Orthodoxen Kirche wurde bereits 927 durch das Patriarchat von Konstantinopel anerkannt. Die Verfassung schreibt weiter die Trennung von Staat und Religion vor und verpflichtet den Staat zu religiöser Neutralität und Parität.
21,8 % der Befragten bei der Volkszählung 2011 beantworteten die Frage nach der Konfessionszugehörigkeit nicht, wobei der Anteil der jüngeren Generationen überwog. 77,9 % der Menschen, die eine Antwort auf diese Frage gegeben haben, bezeichnen sich als Christen (4.374.135 Menschen). Demnach gehören die meisten der bulgarisch-orthodoxen Kirche (76,0 %), der römisch-katholischen Kirche in Bulgarien (0,8 %) und der Evangelischen Kirche (1,1 %) an. Weitere 577.139 Menschen (10 %) bezeichnen sich als Muslime. Bei der Volkszählung 2001 haben sich dagegen 83,9 % der Bevölkerung als Christen und 12,2 % als Muslime definiert. 

Außerdem gibt es eine rapide schwindende jüdische Minderheit (653 Mitglieder im Jahr 2001, 1992 noch 2580 gegenüber fast 50.000 im Jahr 1947). Dabei handelt es sich vor allem um sephardische Juden (siehe auch hier). Im deutschen Sprachraum am bekanntesten ist der Schriftsteller und Literaturnobelpreisträger Elias Canetti. 
Eine repräsentative Umfrage im Auftrag der Europäischen Kommission im Rahmen des Eurobarometers ergab 2020, dass für 60 % der Menschen in Bulgarien Religion wichtig ist, für 30 % ist sie weder wichtig noch unwichtig und für 10 % ist sie unwichtig.

### Gesundheit
Die Gesundheitsausgaben des Landes betrugen im Jahr 2021 8,6 % des Bruttoinlandsprodukts. Im Jahr 2018 praktizierten in Bulgarien 41,7 Ärztinnen und Ärzte je 10.000 Einwohner. Die Sterblichkeit bei unter 5-Jährigen betrug 2022 6,1 pro 1000 Lebendgeburten. Die Lebenserwartung der Einwohner Bulgariens ab der Geburt lag 2022 bei 74,4 Jahren (Frauen: 78,1, Männer: 70,8).

## Geschichte

Reste des Antiken Theaters in Trimontium

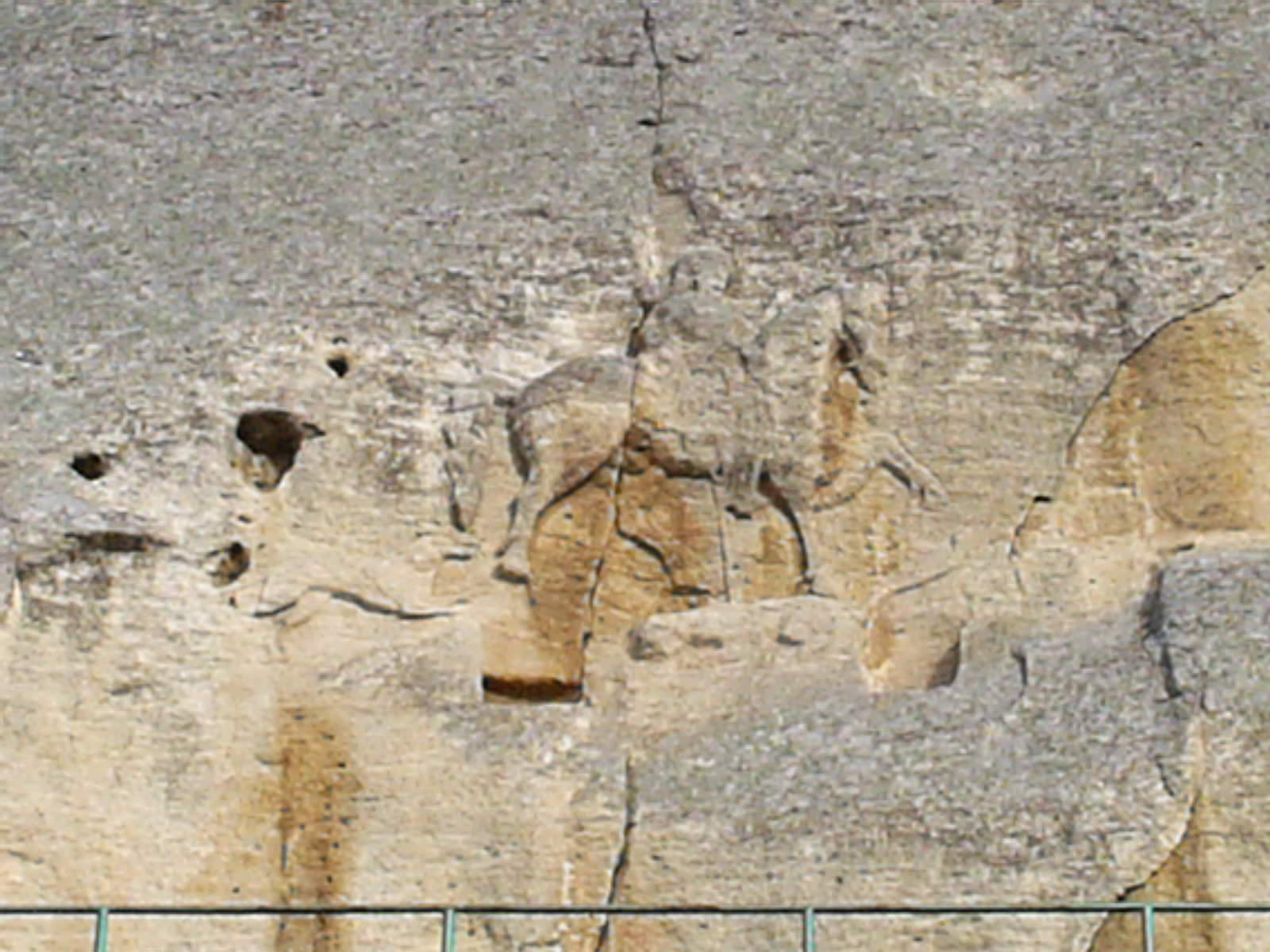
Der Reiter von Madara zählt zum kulturellen Erbe der Bulgaren und der UNESCO

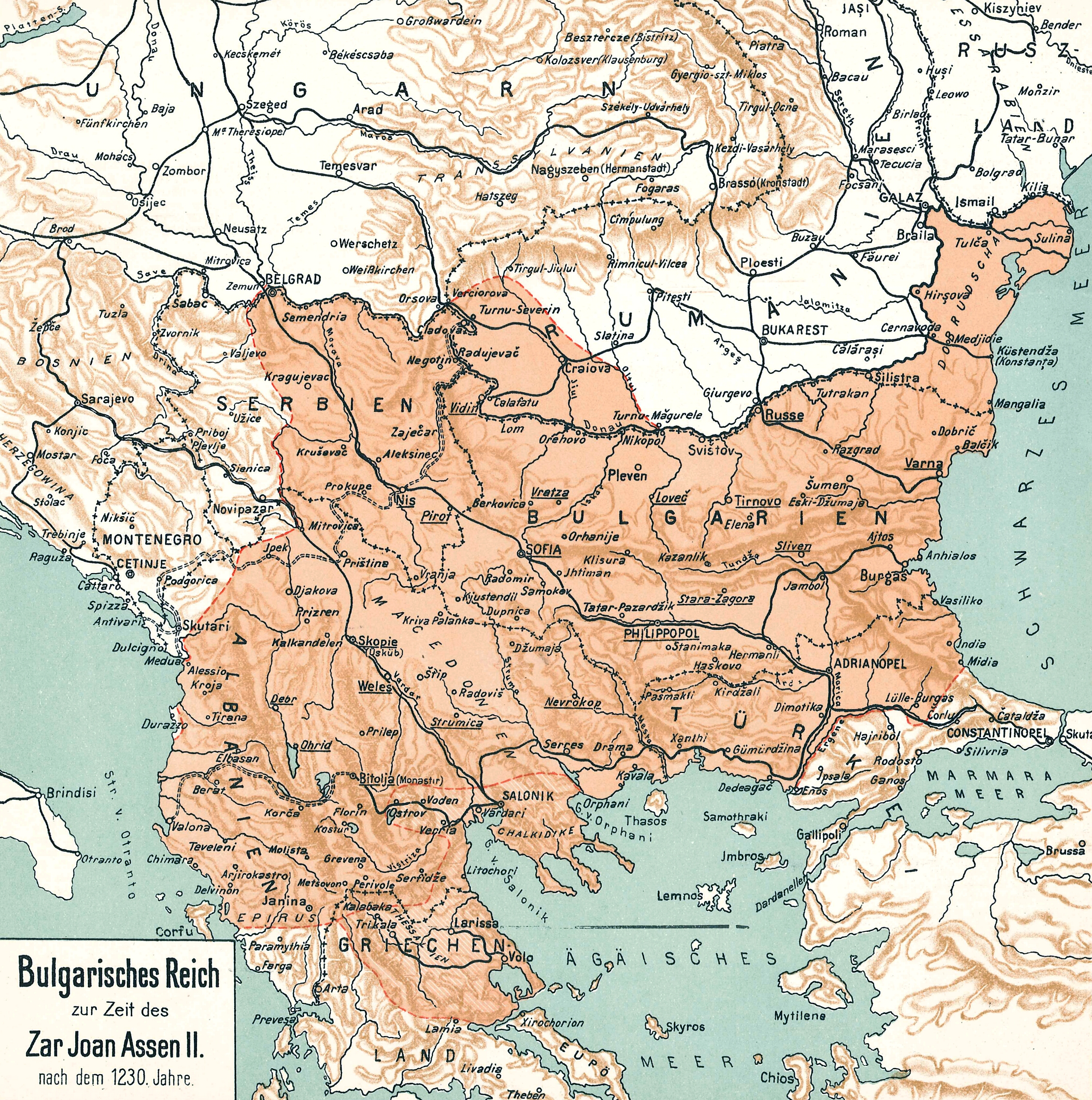
Bulgarien und die Balkanhalbinsel unter Iwan Assen II.

Die ältesten Funde im heutigen Bulgarien liegen aus dem Pleistozän vor. So gaben Forscher im Mai 2020 bekannt, in der Batscho-Kiro-Höhle die bislang frühesten Belege für die Anwesenheit des Menschen (Homo sapiens) in Europa entdeckt zu haben. Aus der Jungsteinzeit sind die Karanowo-Kulturen, aber vor allem die Varna-Kultur, deren Goldschatz zu den ältesten der Welt zählt, bekannt. In der Bronzezeit herrschten die indogermanischen Thraker. Der größte thrakische Stamm, die Odrysen, konnte um 450 v. Chr. ein eigenes Reich gründen, das sich bis zur Donau und zum Strymon erstreckte. Heute werden regelmäßig große Funde, beispielsweise im Tal der thrakischen Könige von Archäologen gemeldet, die sich auf diese historische Periode beziehen. So wurde im Jahr 2000 das thrakische Heiligtum Perperikon in den Ostrhodopen und 2003 das Felsenheiligtum Beglik Tasch ausgegraben. Das Orakel von Perperikon war neben dem Orakel von Delphi eine der wichtigsten Kultstätten in der antiken Welt.
In der Zeit der griechischen Kolonisation entstanden an der Schwarzmeerküste mehrere Stadtstaaten, so genannte Poleis. Einige von ihnen wie Apollonia oder Mesambria wurden zu Handelsmächten und konnten sich anfänglich auch gegen die Römer behaupten.
Nach der Eroberung durch die Römer im Jahr 29 v. Chr. begann die Romanisierung der Bewohner. Thrakien und die Stadtstaaten an der Küste wurden ein Teil des römischen Reiches. Aus der römischen Zeit sind die großangelegten Bauten von Karasura, Trimontium, Nicopolis ad Istrum, Ulpia Augusta Trajana, Marcianopolis, Ratiaria oder Augusta bekannt. Im 4. Jahrhundert entstand in Nicopolis ad Istrum die Wulfilabibel, die einzige Quelle der gotischen Sprache und damit der ältesten überlieferten germanischen Schriftsprache.

### Bulgarische Reiche im Mittelalter und Einfluss auf die europäische Kultur

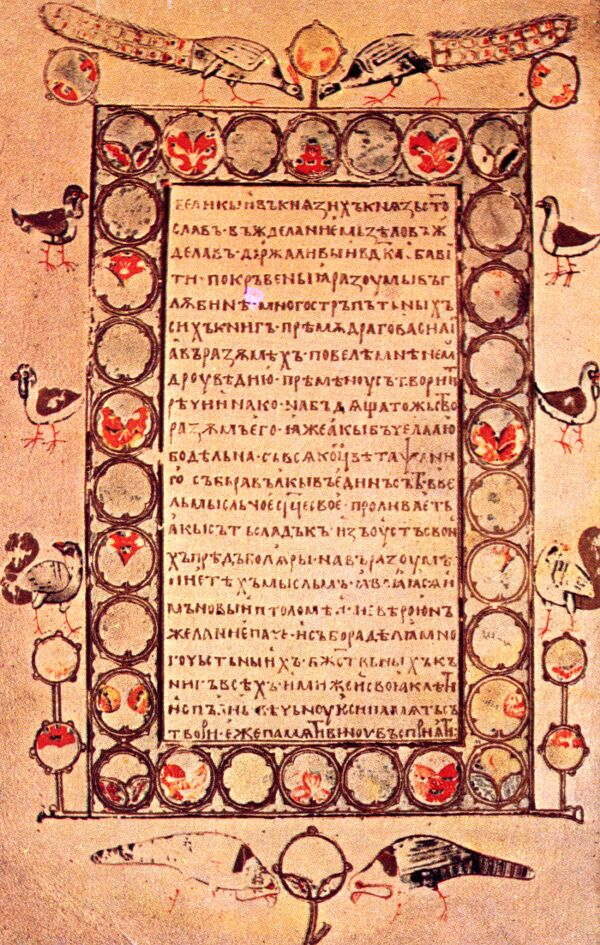
Simeon Laudatio

Die Anfänge der bulgarischen Staatlichkeit werden im Jahre 632 gesehen, als das Großbulgarische Reich gegründet wurde. Seit dem 6. Jahrhundert drangen Slawen – im Jahr 678, nachdem das Großbulgarische Reich zerfallen war – auch die Protobulgaren unter Asparuch auf die Balkanhalbinsel ein. Gemeinsam mit der verbliebenen thrakischen und römischen Bevölkerung gründeten sie das Erste Bulgarische Reich (679 bis 1018; 681 durch Byzanz anerkannt), das zeitweise fast die ganze Balkanhalbinsel umfasste. Erste Hauptstadt wurde Pliska. Damit wurde Bulgarien zum dritten anerkannten Staat in Europa und einer der wenigen, dem das Oströmische Reich tributpflichtig war. Aus der Verschmelzung der Einwanderer mit der örtlichen Bevölkerung entstand das Volk der Bulgaren.
Boris I. trat 864 zum byzantinischen Christentum über. Sein Sohn Simeon I. (893–927), der bedeutendste Herrscher Bulgariens, besiegte die Serben, Ungarn und Byzantiner, errichtete das bulgarische Patriarchat und förderte die altbulgarische Literatur. Während seiner Herrschaft entstand am kaiserlichen Hof auch die kyrillische Schrift. Simeon I. war der erste Herrscher, der den Titel Zar trug, er selbst nannte sich „Zar der Bulgaren und Rhomäer“ (= Oströmer bzw. Byzantiner). Unter der Dynastie der Komitopulen wurde Ohrid bulgarische Hauptstadt; das Reich kam jedoch ab 972 bis 1018 sukzessive unter die Herrschaft von Byzanz.
Seit der Regentschaft Boris I. von Bulgarien im 10. Jahrhundert wurde das Land von Konstantinopel aus christianisiert, weshalb die Mehrzahl der Bulgaren bis heute dem orthodoxen Glauben angehört. Die Christianisierung führte zur ersten kulturellen Blütezeit im Zarenreich. In Preslaw, Pliska und Ohrid entstanden Schulen, von denen aus sich die altbulgarische Sprache und Kultur auch auf die anderen slawischen Völker verbreitete. Obwohl die bulgarische Kultur stark von der byzantinischen geprägt war, spricht man von dem „Ersten Südslawischen Einfluss“ und von der altkirchenslawischen Sprache. Bulgarien war lange Zeit ein mächtiges Kaiserreich, das sich militärisch mit dem Byzantinischen Reich messen konnte. Während der Zeit des Zaren Petar I. entstand die christliche Religionsgemeinschaft der Bogomilen, die mit ihrer Literatur zu den Vorkämpfern gegen die Dogmatik der Kirche zählt und die Katharerbewegung in Westeuropa beeinflusst hat.
Unter Zar Boris II. verringerte sich die Macht durch innere Streitigkeiten und 963/69 spaltete sich ein Westbulgarisches Reich ab. 971 eroberte Byzanz das ostbulgarische Restreich und die Hauptstadt wurde nacheinander nach Sredez, Skopje, Prespa, Bitola und Ohrid verlegt. Unter Zar Samuil (976–1014) wurde Ohrid Hauptstadt des Reiches. Nach der Niederlage des Heeres unter Samuil in der Schlacht von Kleidion 1014 und unter Iwan Wladislaw im Jahr 1018 wurde unter Knjaz Presian II. ganz Bulgarien durch Basileios II. von Byzanz, den sogenannten Bulgarentöter, unterworfen.
Die Brüder Johann und Theodor Peter aus dem Hause Assen errichteten im 12. Jahrhundert das Zweite Bulgarische Reich mit Tarnowo (Tarnowgrad) im Balkangebirge als neuer Hauptstadt. Das zwischen 1186 und 1393 bestehende Reich erlangte unter dem Zaren Iwan Assen II. seine größte Ausdehnung. Die Hauptstadt Tarnowo wurde zum neuen kulturellen, geistlichen und politischen Zentrum Südosteuropas. Tarnowo wurde von Zeitgenossen als „neues Jerusalem, Rom und Konstantinopel zugleich“ bezeichnet. Vom Zweiten Südslawischen Einfluss spricht man, als infolge des Vordringens der Osmanen auf den Balkan viele slawische, vornehmlich bulgarische Gelehrte der Tarnower Schule (wie zum Beispiel der spätere Metropolit Kiprian) seit dem Ende des 14. Jahrhunderts in der mittlerweile erstarkten Moskauer Rus Zuflucht fanden.

### Osmanische Herrschaft, Aufklärung und Unabhängigkeitskampf

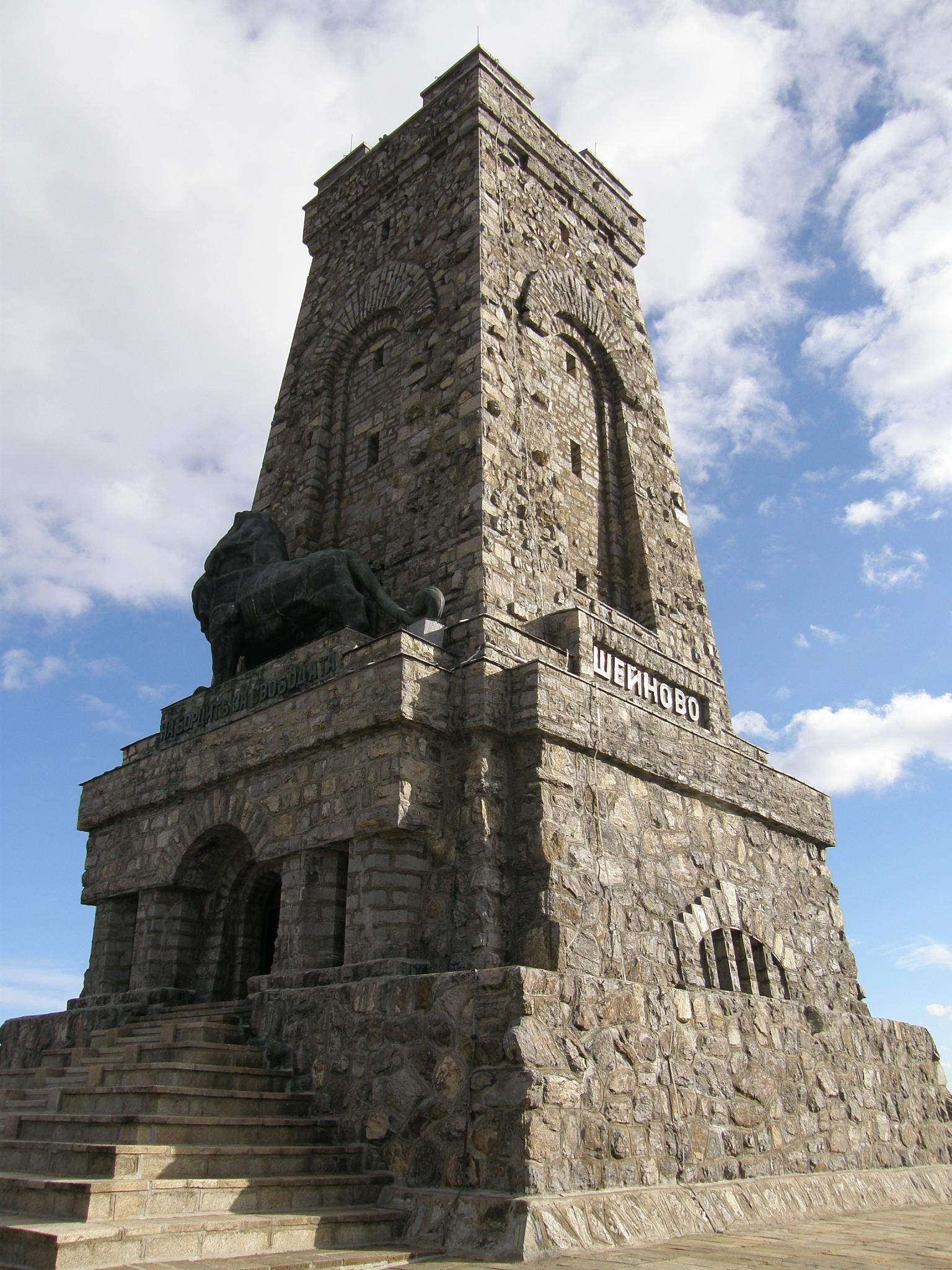
Schipka-Denkmal der Gefallenen im Russisch-Türkischen Krieg

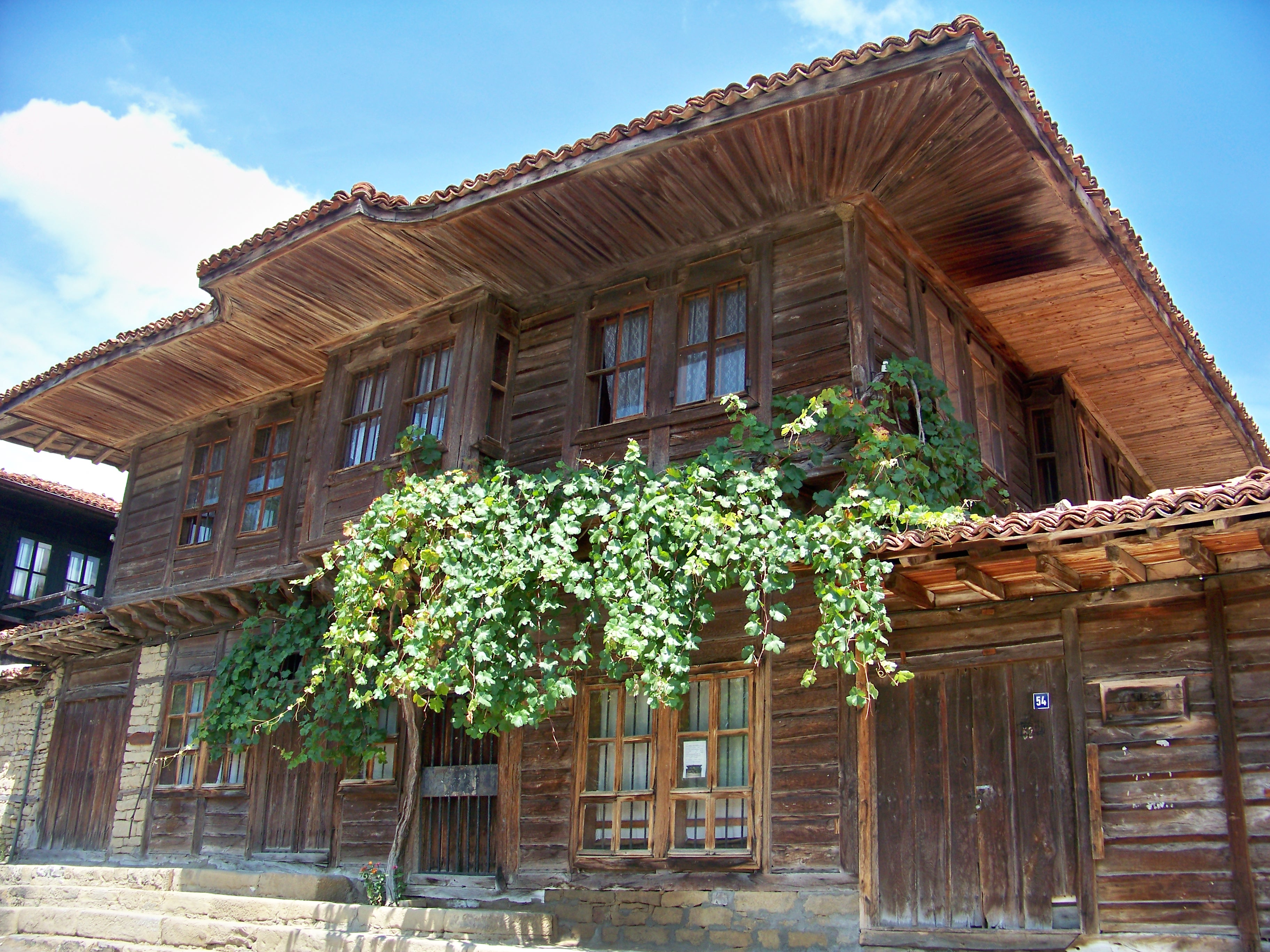
Wiedergeburtsarchitektur in Scherawna

Zwischen 1393 und 1396 kam ganz Bulgarien unter osmanische Herrschaft, die fast 500 Jahre andauerte. 1444 scheiterte der Versuch der Befreiung Bulgariens durch ein polnisch-ungarisches Heer unter Władysław III., König von Polen und Ungarn, in der Schlacht bei Varna. Teile der bulgarischen Bevölkerung traten in den folgenden Jahrhunderten zum Islam über. Um 1700 erhob sich der geistig-nationale Widerstand mit der Forderung nach Unabhängigkeit. In Bulgarien kam es zu einer Ära der Bulgarischen Nationalen Wiedergeburt. Ähnlich wie in Westeuropa knüpfte sie an antike und frühere bulgarische und byzantinische Traditionen an, bekämpfte jedoch die Hellenisierung in der Gesellschaft und forderte die Wiederherstellung der Bulgarischen Kirche und förderte die Bildungsinstitutionen wie das Tschitalischte.

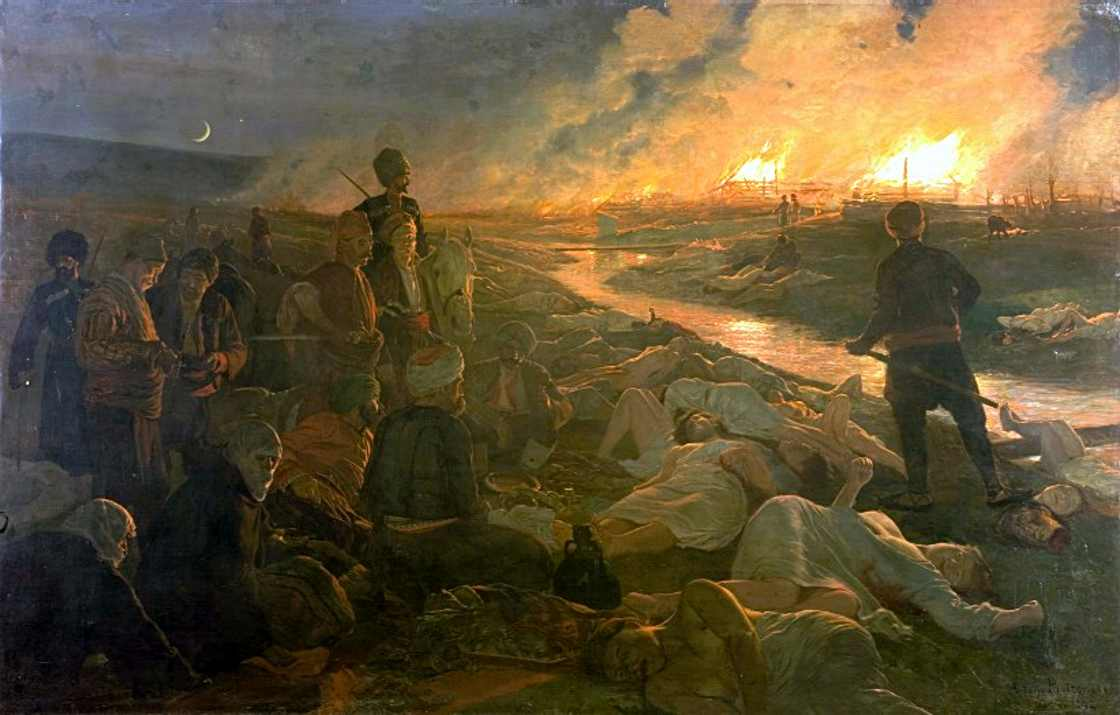
Massaker von Batak

Die blutige Niederschlagung des April-Aufstands durch die Osmanen 1876 und die in Europa erzeugte Empörung führte zum russisch-türkischen Krieg 1877/1878. Dieser wurde mit außerordentlicher Härte und massiven Verlusten auf beiden Seiten geführt. Nach der Überquerung der Donau und des Balkangebirges mitten im Winter gewannen die russischen Truppen die Oberhand und rückten bis kurz vor Konstantinopel vor. Mit dem Frieden von San Stefano wurden die Grundlagen für den modernen bulgarischen Staat gelegt.

### Fürstentum und Zarentum

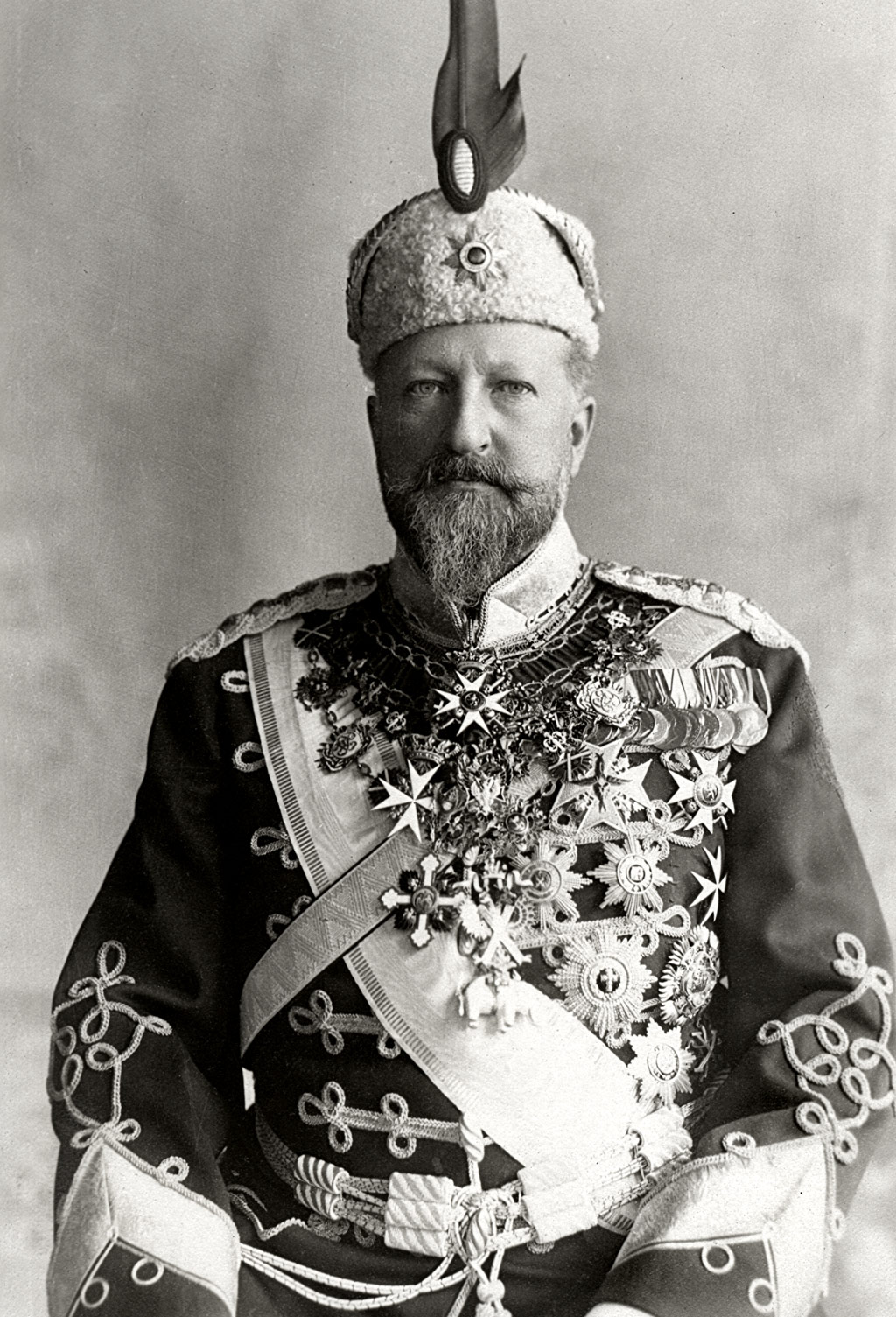
Ferdinand I., erster neuzeitlicher Zar von Bulgarien

Nach dem Berliner Vertrag von 1878, der ein Machtkompromiss der Großmächte war, wurden zwei bulgarische Staaten gegründet, die nominell dem Osmanischen Sultan unterstanden. Nördlich des Balkangebirges und südlich der Donau wurde das dem Osmanischen Reich tributpflichtige Fürstentum Bulgarien gegründet, das auch die Region um die neue Hauptstadt Sofia miteinschloss. Südlich des Balkangebirges wurde mit Plowdiw als Regierungssitz die osmanische Provinz Ostrumelien gegründet, die über eine eigene Verfassung und Miliz verfügte und durch einen vom osmanischen Sultan eingesetzten, jedoch von den Großmächten gebilligten christlich-bulgarischen Gouverneur regiert wurde. Makedonien, das noch im Vertrag von San Stefano Teil des bulgarischen Staates war, blieb ganz unter osmanischer Hoheit.

Gewinne und Verluste des Zarentums Bulgarien in den Balkankriegen:

Am 16. April 1879 wurde die erste demokratische Verfassung in Weliko Tarnowo verabschiedet. Fürst Alexander I. (1879–1886) versuchte innere Reformen durchzusetzen, vereinigte die zwei bulgarischen Staaten und besiegte Serbien, wurde aber durch einen von Russland veranlassten Putsch gestürzt. 1887 wurde Ferdinand von Coburg-Gotha Fürst, der 1908 die völlige Loslösung vom Osmanischen Reich erklärte und den Zarentitel annahm, womit aus dem Fürstentum das Zarentum Bulgarien wurde. Die Erfolge der bulgarischen Truppen im Ersten Balkankrieg, mit der Eroberung von Adrianopel, wiederholten sich im Zweiten Balkankrieg nicht. Während die bulgarische Streitmacht an der griechischen und serbischen Front gebunden war, drangen die Rumänen bis nach Sofia vor. Die Türken eroberten Adrianopel wieder zurück.
Im Ersten und Zweiten Weltkrieg kämpfte Bulgarien auf der Seite der Mittel- bzw. Achsenmächte. Das Königshaus und die Bevölkerung widersetzten sich erfolgreich der Deportation jener Juden, die in den Grenzen von 1941 lebten. In den besetzten Gebieten wurden jedoch den Deutschen 11.343 Juden ausgeliefert (siehe auch Holocaust).

### Sozialistische Ära – Volksrepublik Bulgarien

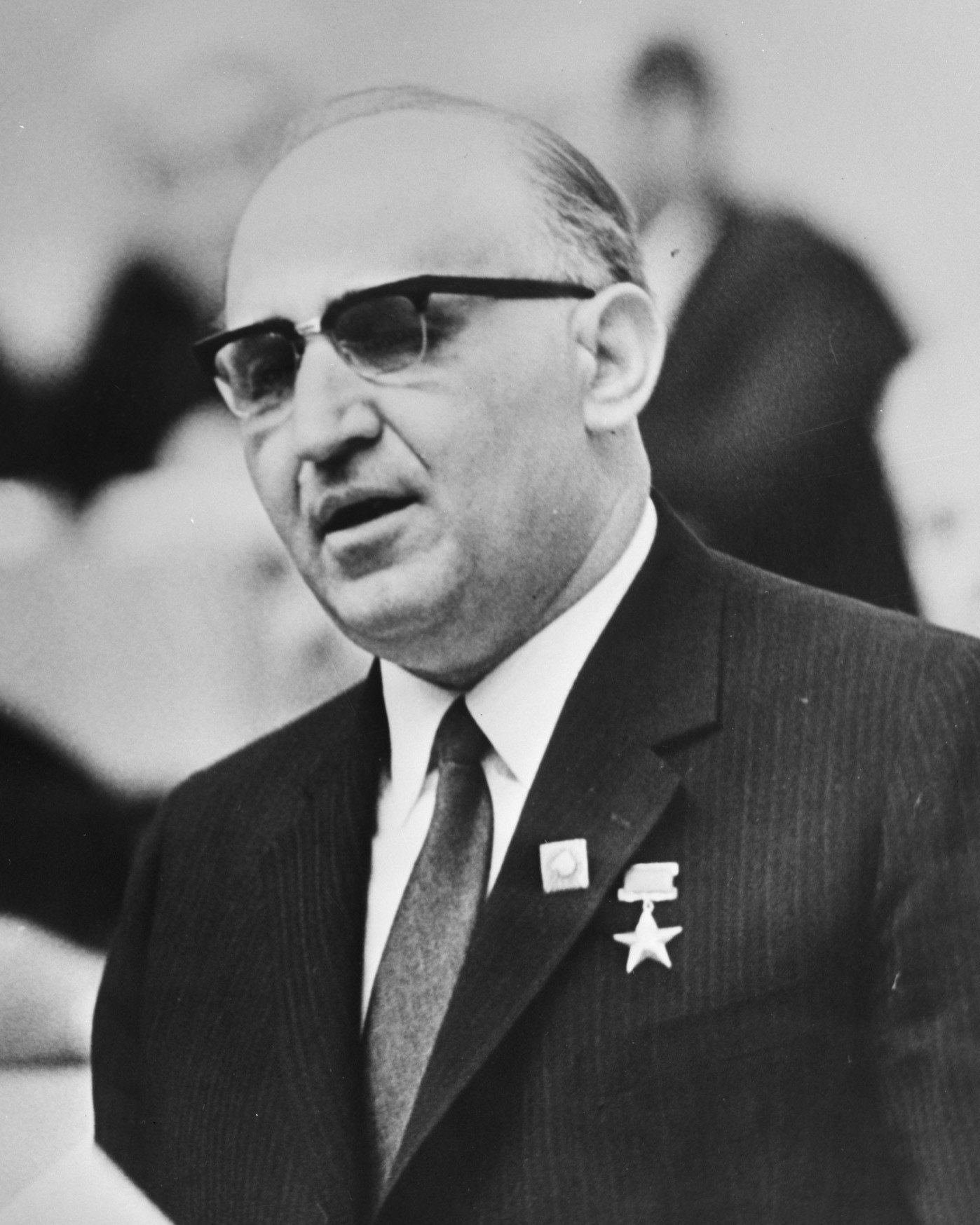
Todor Schiwkow, langjähriger Staats- und Parteichef der Volksrepublik Bulgarien (1954 bis 1989)

Wappen der Volksrepublik Bulgarien (bis 1990)

Am 8. und 9. September 1944 wurde Bulgarien von der Roten Armee besetzt, obwohl sich das Land nicht an der Invasion der Sowjetunion beteiligt hatte und mit der Sowjetunion offiziell nicht im Kriegszustand befand. Nach dem Ende des Zweiten Weltkriegs geriet Bulgarien unter sowjetischen Einfluss und wurde Mitglied des Warschauer Paktes. Während in anderen Ländern immer wieder Unmut über die sozialistische Herrschaft aufkam, gab es in Bulgarien sehr wenig organisierten und individuellen Widerstand gegen die Führung der Bulgarischen Kommunistischen Partei (BKP). Der Aufstieg der BKP resultierte aus dem Einmarsch der Sowjetunion im September 1944. Unter sowjetischer Kontrolle wurde der früheren politischen Elite zwischen Dezember 1944 und Februar 1945 der „Prozess gemacht“, so dass insgesamt mehr als 2700 Menschen zum Tode verurteilt wurden und eine unbestimmte Zahl in Lager gesteckt oder umgesiedelt wurde oder einfach verschwand. Am 1. Februar 1945 begann man mit der Vollstreckung der Todesurteile. In dieser Zeit wuchs auch die Mitgliederzahl der BKP auf über 250.000 an.
Zentrale Ziele waren in dieser Zeit die Entwicklung einer kommunistischen Gesellschaft, „die sich durch Klassenlosigkeit, Gerechtigkeit, Gleichheit, Humanität in den sozialen Beziehungen, Streben nach Höherem, Wohlstand und Modernität auszeichnen würde“. Dies war eine große Herausforderung, da sich Bulgariens Gesellschaft überwiegend aus kleinbäuerlichen Strukturen zusammensetzte und nur wenig industriell geprägt war.
Das Frauenwahlrecht wurde in der Volksrepublik Bulgarien Gesetz. Bereits am 18. Januar 1937 war zwar ein Gesetz beschlossen worden, das Frauen auf lokaler Ebene ein Wahlrecht gab. Doch Frauen und Männer wurden nicht gleich behandelt: Frauen durften wählen, wenn sie legal verheiratet und Mütter waren, und während für Männer Wahlpflicht herrschte, war das Wählen für Frauen freiwillig. 1937 erhielten verheiratete, verwitwete und geschiedene Frauen das Recht, Abgeordnete in die Nationalversammlung zu wählen. Damit war das Frauenwahlrecht vom Status der Frau gegenüber einem Mann abhängig. Die Frauen konnten dieses Wahlrecht im folgenden Jahr ausüben. Die Einführung des unbeschränkten aktiven und passiven Frauenwahlrechts erfolgte am 16. Oktober 1944. Das allgemeine Wahlrecht für Männer war bereits 1879 eingeführt worden.
Nach dem Einmarsch der Roten Armee in Bulgarien im September 1944 war Kimon Georgiew einer der Anführer des Staatsstreichs der Vaterländischen Front, die am 9. September 1944 zum Sturz der Übergangsregierung von Konstantin Wladow Murawiew führte. Als dessen Nachfolger wurde Kimon Georgiew zum zweiten Mal, nach einer kurzen Amtszeit von 1934 bis 1935, am 9. September 1944 Ministerpräsident und unterzeichnete in Moskau das Waffenstillstandsabkommen. Wassil Kolarow wurde am 15. September 1944 zum provisorischen Präsidenten der neu gegründeten Volksrepublik Bulgarien ernannt, wobei er dieses Amt nur kurzzeitig bis zum 23. November 1946 innehatte, da an diesem Tag Georgi Dimitrow als neues, gewähltes Staatsoberhaupt ins Amt eingesetzt wurde. Wassil Kolarow war noch ein zweites Mal Staatsoberhaupt Bulgariens, nämlich nachdem Dimitrow am 2. Juli 1949 verstorben war. Kolarow war jedoch ebenfalls von einer schweren Krankheit gezeichnet, so dass er seine Ämter nicht mehr ausüben konnte und sein zukünftiger Nachfolger ihn vertrat. Am 23. Januar 1950 starb er in Sofia.
Nach 22 Jahren Exil kam Georgi Dimitrow im November 1945 zurück nach Bulgarien und wurde am 23. November 1946 neuer Ministerpräsident, nachdem am 8. September eine Volksabstimmung die Abschaffung der Monarchie besiegelt hatte. Unter seiner Regierung festigte sich die Macht der Kommunistischen Partei, er ließ u. a. den Oppositionspolitiker Nikola Petkow unter dem Vorwurf des Hochverrats hinrichten und unterzeichnete die neue Verfassung der Republik Bulgarien, die sich eng an der der UdSSR orientierte und in Paragraph 12 die Planwirtschaft als Wirtschaftsrichtung vorgegeben hatte.
Seit 1947 näherte sich Dimitrow dem jugoslawischen Staatschef Josip Broz Tito an und schloss einen Freundschaftsvertrag zwischen beiden Ländern. Ziel war eine Föderation zwischen beiden Ländern, zu der Dimitrow 1948 auch Rumänien öffentlich einlud. Diese Pläne waren nicht mit Moskau abgesprochen und stießen daher auf die scharfe Kritik Stalins, der Tito und Dimitrow für den 10. Februar 1948 nach Moskau beorderte. Georgi Dimitrow starb am 2. Juli 1949 im Sanatorium Barwicha (Барвиха) bei Moskau. Sein Leichnam wurde einbalsamiert und in einem eigens errichteten Mausoleum in Sofia beigesetzt.
Walko Tscherwenkow übernahm im Jahre 1949 als Stellvertreter Kolarows die Regierungsgeschäfte. Nachdem er am 3. Februar 1950 zum Vorsitzenden des Ministerrates gewählt worden war, war er auch offiziell das Staatsoberhaupt Bulgariens. Walko Tscherwenkow war ein großer Anhänger Stalins und übernahm seinen Regierungsstil, was ihm nach dessen Tod am 5. März 1953 scharfe Kritik einbrachte, so dass er als Generalsekretär der KP durch Todor Schiwkow abgelöst wurde. Am 17. April 1956 wurde er auch gezwungen, als Ministerpräsident zurückzutreten und dieses Amt an seinen Stellvertreter Anton Jugow abzugeben. In dieser Zeit wurde Bulgarien am 14. Dezember 1955 in den Vereinten Nationen aufgenommen.
Nach Tscherwenkows erzwungenem Rücktritt forcierte Jugow als neuer Präsident des Ministerrats, zu dem er am 17. April 1956 ernannt wurde, die Entstalinisierung Bulgariens. Große Unterstützung hierbei erhielt er von seinem späteren Nachfolger Todor Schiwkow. Auf dem achten Parteikongress im November 1962 wurde ihm im Zusammenhang mit Tscherwenkow parteischädigendes Verhalten vorgeworfen, so dass er am 27. November aller Partei- und Regierungsämter enthoben wurde. Auf dem letzten Parteitag der KPB im Jahre 1990 wurde Jugow rehabilitiert. Heute nimmt man an, dass Jugow aufgrund seiner Kritik zu Schiwkows Wirtschaftspolitik seine Ämter verlor.
Der wohl prägendste Politiker in Bulgariens sozialistischer Phase war Todor Schiwkow, der am 20. November 1962 nach dem achten Parteikongress das Amt des Ministerpräsidenten übernahm. Bis dahin war er der Vorsitzende des Zentralkomitees (ZK) der KP und somit bereits mächtigster Mann im Staat. Bereits auf dem siebten Parteikongress im Juni 1958 der BKP forderte Schiwkow „vermehrte Anstrengungen zur Schaffung des Neuen Menschen und zur Anpassung der Lebensweise an die bereits in einem sozialistischen Sinne umgestaltete Gesellschaft“. Aufgabe der Partei war es somit, Methoden zu entwickeln, wie die Bürger außerhalb der Arbeit nach dem sozialistischen Muster geformt werden konnten. Schiwkow wies auch auf die Notwendigkeit einer „sozialistischen Kulturrevolution“ hin.
Zweimal (1963 und 1973) wurde während der Regierungszeit Schiwkows in geheimen Treffen des ZK vergeblich die Auflösung der Volksrepublik Bulgarien als souveräner Staat und die Eingliederung als 16. SSR in die Sowjetunion beraten.

### Der politische Umbruch
Während in anderen Ländern immer wieder Unmut über die sozialistische Herrschaft aufkam, gab es in Bulgarien bis Anfang der 1980er sehr wenig organisierten und individuellen Widerstand gegen die Führung der Kommunistischen Partei. In den letzten Jahren des realsozialistischen Regimes musste vor allem die muslimische Bevölkerung leiden. So erwirkte das Regime die Vertreibung von bis zu 370.000 Menschen in Richtung Türkei.
Durch verstärkten innerparteilichen Druck (der somit nicht wie beispielsweise in der Deutschen Demokratischen Republik (DDR) durch bürgerliche Gegenbewegungen entstand) trat Todor Schiwkow am 10. November 1989, also einen Tag nach der Berliner Maueröffnung, zurück. Parteiintern hatte es zuvor einige Konflikte gegeben, da der bereits 1988 eingeleitete Reformkurs nicht schnell genug vorangetrieben wurde.
Ziel der Parteielite war es, „die Macht weiter in den Händen einer reformierten BKP zu sichern und allenfalls eine Modifikation des Systems, nicht aber einen generellen Systemwechsel einzuleiten. Überstürzt wurden alte Weggefährten Schiwkows aus der Parteiführung entlassen und seine über dreißigjährige Amtszeit einer harschen Kritik unterzogen“. Als eine der ersten Maßnahmen wurde am 17. November 1989 Petar Mladenow zum neuen Vorsitzenden des Staatsrates benannt und einen Monat später, am 18. Dezember, Todor Schiwkow aus der Partei ausgeschlossen. Ebenso benannte man die BKP in Bulgarische Sozialistische Partei (BSP) um.
Am 18. November 1989 fanden in Sofia und anderen großen Städten des Landes die ersten Demonstrationen statt, nachdem bekannt geworden war, dass die BKP keine grundlegenden Änderungen des politischen Systems verfolge. Diese Demonstrationen waren von informellen Organisationen wie der Gewerkschaft Podkrepa, der Unabhängigen Gesellschaft zum Schutz der Menschenrechte und der ökologischen Bewegung Ekoglasnost organisiert. Am 7. Dezember vereinigten sich mehrere Organisationen und gründeten die demokratische Oppositionsbewegung Union der Demokratischen Kräfte SDS (bulgarisch Съюз на демократичните сили, СДС), die von diesem Zeitpunkt an die Demonstrationen anführte.

### Nach der Wende

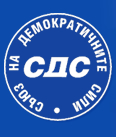
Logo der Union der Demokratischen Kräfte

Das Ende der realsozialistischen Ära wurde 1990 durch freie Wahlen eingeleitet. In den folgenden Jahren wurden politische und wirtschaftliche Reformen vorangetrieben. Die größte demokratische Oppositionsbewegung war die 1990 gegründete Union Demokratischer Kräfte SDS, die den friedlichen Sturz des realsozialistischen Bulgariens herbeiführte. Bis 1997 regierten jedoch die ehemaligen Kommunisten (BSP) in mehreren Legislaturperioden mittels Koalitionen.
Die EU-Integration wurde wesentlich von einer bis Juli 2001 konservativ geführten SDS-Regierung unter Iwan Kostow beschleunigt. Sie kooperierte umfänglich mit internationalen Institutionen, senkte die Inflation, stabilisierte die Wirtschaftslage und stellte Weichen für den NATO-Beitritt (2004, zusammen mit sechs anderen mitteleuropäischen Staaten) und für den EU-Beitritt zum 1. Januar 2007. Präsident zu dieser Zeit war der Demokrat Petar Stojanow von Januar 1997 bis Januar 2002.
Die Parlamentswahl am 17. Juni 2001 gewann überraschend mit 42,7 % der Stimmen die erst kurz zuvor gegründete Nationale Bewegung Simeon II., NDSW um den ehemaligen bulgarischen Zaren Simeon II. von Sachsen-Coburg und Gotha, der nach 55 Jahren aus dem spanischen Exil zurückgekehrt war. Wegen des stark betonten republikanischen Prinzips in der Verfassung slawisierte er seinen Namen zu Simeon Sakskoburggotski und legte monarchische Namenszusätze ab, nachdem die Wahlbehörde die Rechtsauffassung geäußert hatte, er sei als früherer König nicht wählbar. Wesentlichen Anteil an dem Erfolg hatte das Versprechen, innerhalb von 800 Tagen eine deutliche Verbesserung des Lebensstandards herbeizuführen. Dazu schlug er eine Erhöhung des Lohnniveaus und Steuersenkungen vor.

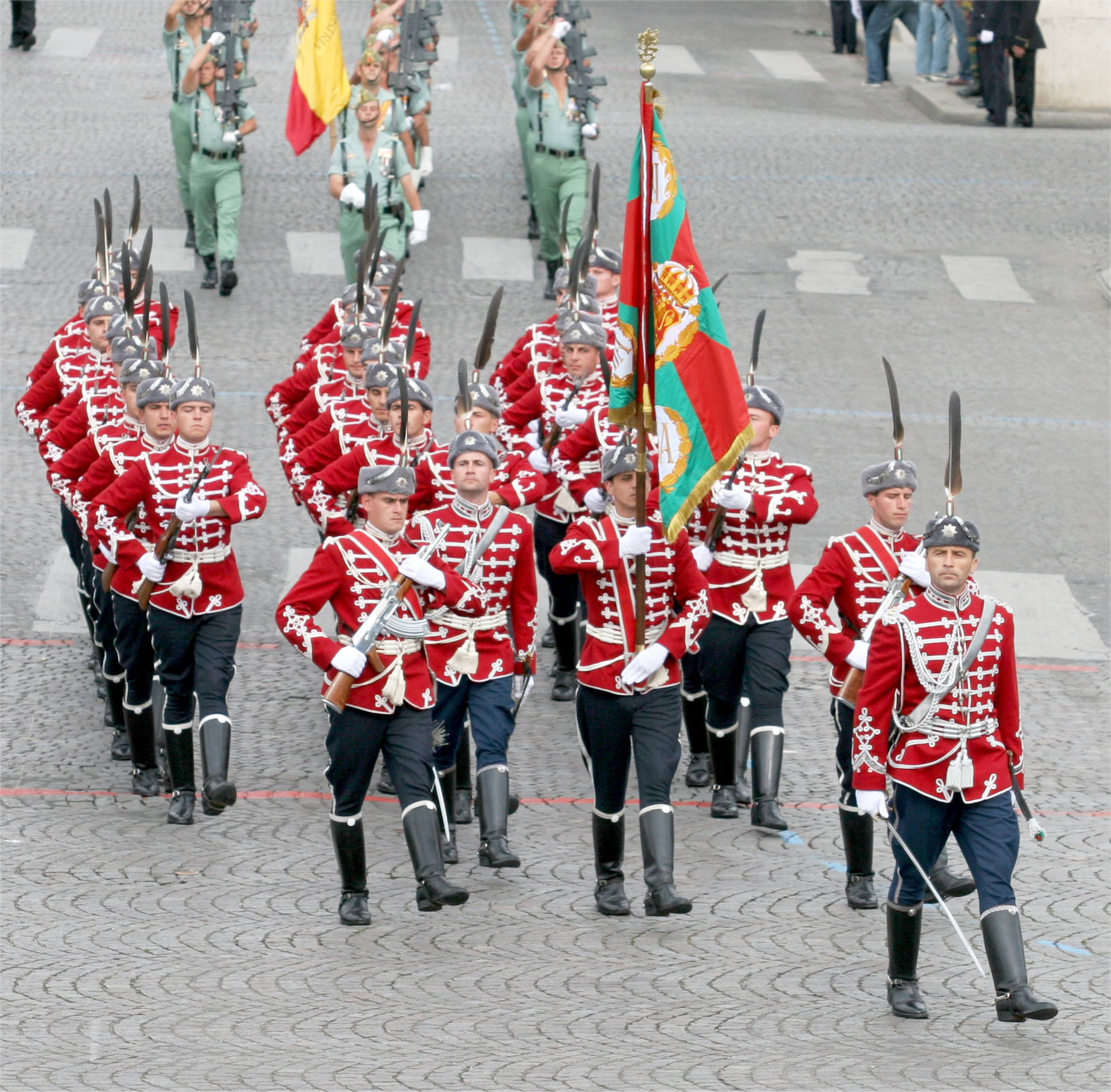
Die bulgarische Nationalgarde auf den Champs Elysées in Paris

Im Wesentlichen behielt jedoch die amtierende Regierung den konservativen Kurs ihrer Vorgängerin bei, insbesondere die Politik der EU-Integration. 2003/04 amtierte Bulgarien als Mitglied des UNO-Sicherheitsrates und schloss sich mit Chile und Spanien demonstrativ der von den USA geführten Anti-Irak-Fraktion an, die einen gewaltsamen Regierungswechsel im Irak unterstützte. Die tendenziell US-freundliche Außenpolitik Bulgariens und der Dissens mit den reservierten Ländern Deutschland (Kabinett Schröder II) und Frankreich (Staatspräsident war Jacques Chirac) führten unter anderem dazu, dass auf Betreiben des Außenministers Solomon Pasi die deutschen Anti-ABC-Einheiten umgehend durch bulgarische und polnische Truppen ersetzt wurden. Ähnlich den USA hatte auch Bulgarien vor dem Zweiten Golfkrieg den Irak umfangreich mit konventionellen Waffen beliefert. Bulgarien und sechs weitere Staaten traten am 29. März 2004 der NATO bei (NATO-Osterweiterung).
In der Wirtschaft kam es nach Simeons Reformen zu einem weiter anhaltenden Aufschwung, von dem allerdings eher in- und ausländische Investoren und städtische Oberschichten als Durchschnittsbürger profitierten. In vielen ländlichen Gebieten herrschten hohe Arbeitslosigkeit (im Landesdurchschnitt etwa 12 % für das 1. Quartal 2012) und Korruption. Die traditionelle Landwirtschaft erwirtschaftete mit 26 % der Beschäftigten 13 % des Bruttoinlandsprodukts (BIP).
Zum 1. Januar 2007 wurden Bulgarien und Rumänien in die Europäische Union aufgenommen. Der vollständige Beitritt zum Schengen-Raum erfolgte zum 1. Januar 2025, gemeinsam mit Rumänien. Ein Beitrittstermin im Jahre 2011 konnte wegen unerfüllter Kriterien (Korruptionsbekämpfung etc.) nicht realisiert werden. Angesichts der Flüchtlingskrise in Europa seit 2015 verzögerte sich ein Beitritt weiter. Ende März 2024 war Bulgarien gemeinsam mit Rumänien, beschränkt auf den Flug- und Schiffsverkehr, in den Schengen-Raum aufgenommen werden.

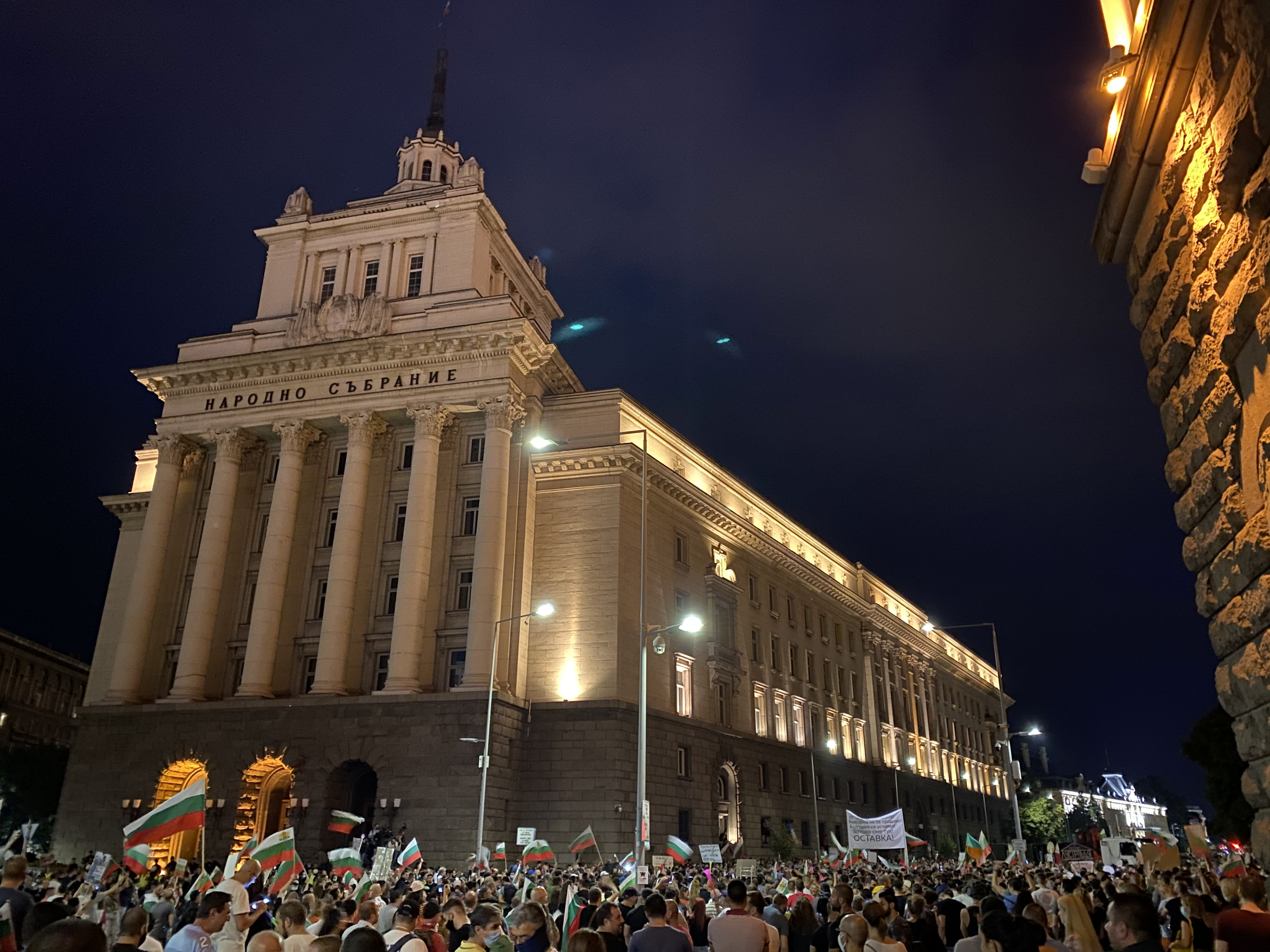
Proteste in Bulgarien 2020

Der von 2005 bis 2009 von den Sozialisten unter Sergei Stanischew angeführten Drei-Parteien-Koalition (BSP, NDSW, DPS) wurde nach dem Stopp der EU-Finanzhilfen ein Scheitern der EU-Politik sowie Korruption, eine unzureichende Bekämpfung der Mafia und das Fehlen einer angemessenen Jugendpolitik vorgeworfen. Anfang 2009 schenkten ihr nur noch 15 % der Bulgaren Vertrauen, 76 % äußerten Misstrauen.
Die regierenden Parteien verloren die Europawahl 2009 und die Parlamentswahl am 5. Juli 2009; die vormals mitregierende NDSW erhielt nur 3 % der Stimmen (nach 16,9 % 2005) und keinen Sitz im Parlament. Beide Wahlen wurden von der GERB-Partei des ehemaligen Bürgermeisters von Sofia, Bojko Borissow, gewonnen. Die Regierung Borissow war eine Minderheitsregierung der GERB-Partei, die zunächst von konservativen Kräften der Blauen Koalition unterstützt wurde. Anfangs unterstützten auch die Parteien Ordnung, Sicherheit und Gerechtigkeit sowie die nationalistische Ataka die Regierung, entzogen ihr aber 2010 diese Unterstützung.
Bei den Präsidentschaftswahlen im Oktober 2011 gewann der Kandidat der Regierungspartei Rossen Plewneliew die Stichwahl am 30. Oktober 2011 gegen den ehemaligen Außenminister Iwajlo Kalfin mit 52,6 % der Stimmen. Plewneliew trat sein Amt am 22. Januar 2012 an und löste damit Georgi Parwanow ab.
In der Präsidentschaftswahl 2016 gewann der unabhängige Rumen Radew.
Nach den Parlamentswahlen im April 2021 und im Juli 2021 konnte keine Partei oder Koalition eine Mehrheit der Stimmen im Parlament hinter sich bringen, weshalb unter Stefan Janew zwei Interimsregierungen (Janew I, Janew II) nacheinander gebildet wurden. Die Regierung Janew II bereitete die Neuwahl des Parlaments und die gleichzeitig im November stattfindende Präsidentschaftswahl vor. Mit der Bestätigung Rumen Radews im Präsidialamt in der Stichwahl von 21. November und der Vereidigung der Regierung unter Kiril Petkow am 13. Dezember 2021 endete das Superwahljahr. 2021 war auch geprägt durch die COVID-19-Pandemie und durch gestiegene Energiepreise, die vor und nach dem Beginn des russischen Überfalls stiegen.
Wie in anderen europäischen Ländern traf die Energiekrise die einkommensschwachen Menschen in Bulgarien besonders stark, wozu das neugewählte Parlament bereits im Dezember eine Strompreisbremse und Energiehilfen für diese Bevölkerungsschichten verabschiedete. Dennoch konnte Bulgarien das Jahr 2021 mit 3 % Staatsdefizit und 17 % mehr Einnahmen zum Vorjahr beenden.

## Politik

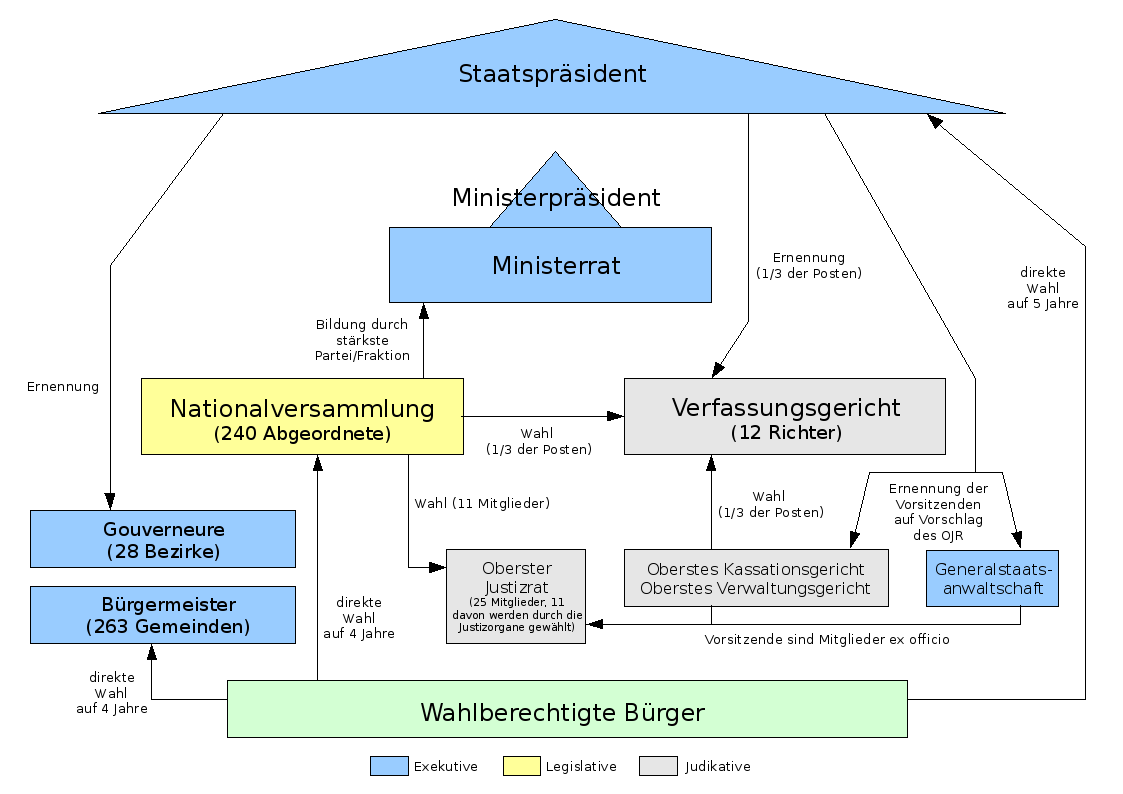
Das politische und juristische System Bulgariens

Bulgarien ist eine parlamentarische Republik mit einem Präsidenten als Staatsoberhaupt, der weitestgehend repräsentative Funktion hat. Das politische System ist geprägt von zahlreichen Wahlen und Regierungswechseln. Allein im Jahr 2021 fanden drei Parlamentswahlen statt, da es den Parteien nicht gelungen war, eine Koalition zu schmieden.

### Parlament

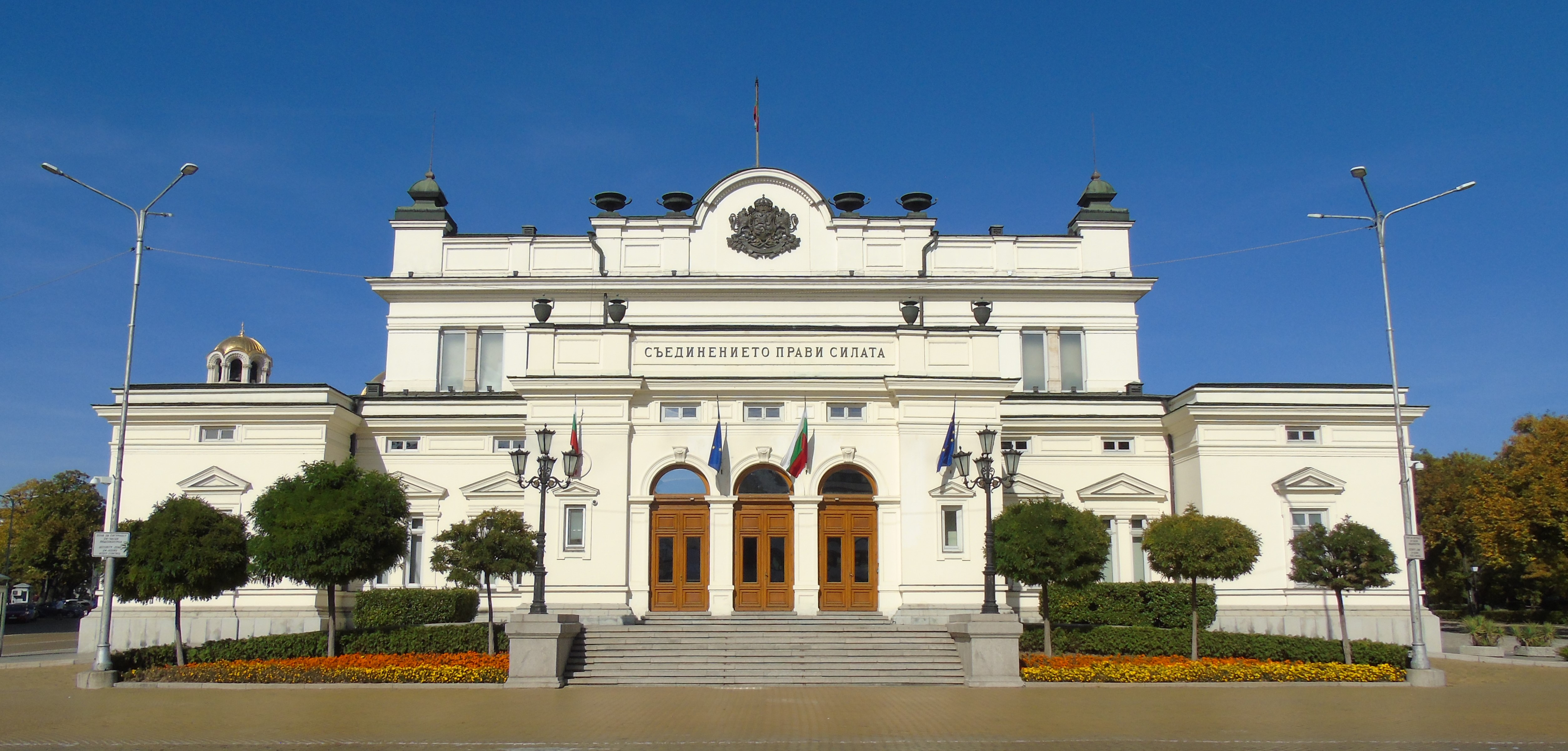
Gebäude der Nationalversammlung in Sofia

Das Parlament Bulgariens ist die Nationalversammlung (Narodno Sabranie) mit 240 Abgeordneten. Die Wahlen erfolgen nach dem Verhältniswahlrecht. Es gibt eine Vier-Prozent-Hürde.
Viele Jahre lang war die konservative GERB die dominierende Partei. Ihr Parteichef Bojko Borissow war lange Zeit Ministerpräsident (mit Unterbrechungen von Juli 2009 bis Mai 2021). Bei der Wahl im November 2021 (der dritten im Jahr 2021) erhielt die GERB jedoch ihr schlechtestes Ergebnis seit ihrer Gründung 2006. Auch die Bulgarische Sozialistische Partei erhielt ihr schlechtestes Ergebnis seit der Demokratisierung des Landes 1990. Die neu gegründete pro-westliche Antikorruptionspartei Wir setzen den Wandel fort (PP) von Kiril Petkow gewann die Wahl im November 2021 mit 25,7 %. Sie bildete eine Vier-Parteien-Koalition mit der Partei Es gibt ein solches Volk (ITN), den Sozialisten und dem Wahlbündnis Demokratisches Bulgarien (DB). Die Wahlbeteiligung lag bei nur 37 %.
Das Parteiensystem ist geprägt von zwei wesentlichen sozialpolitische Konfliktlinien: Zum einen dem Konflikt zwischen konservativen und liberalen Parteien, zum anderen zwischen pro-russischen und pro-westlichen Parteien. Ein dritter Konflikt änderte sich nach den Balkankriegen 1912/13 und dem Ersten Weltkrieg von Stadt gegen Land zu einem Konflikt Kapital gegen Arbeit, der ebenfalls bis heute besteht. Es gab und gibt in Bulgarien keinen Konflikt Kirche gegen Staat.
Die Bulgarisch-Orthodoxe Kirche hatte eine bedeutende Rolle bei der Gründung des heutigen Bulgarien und eine hohe Legitimität.

### Präsident

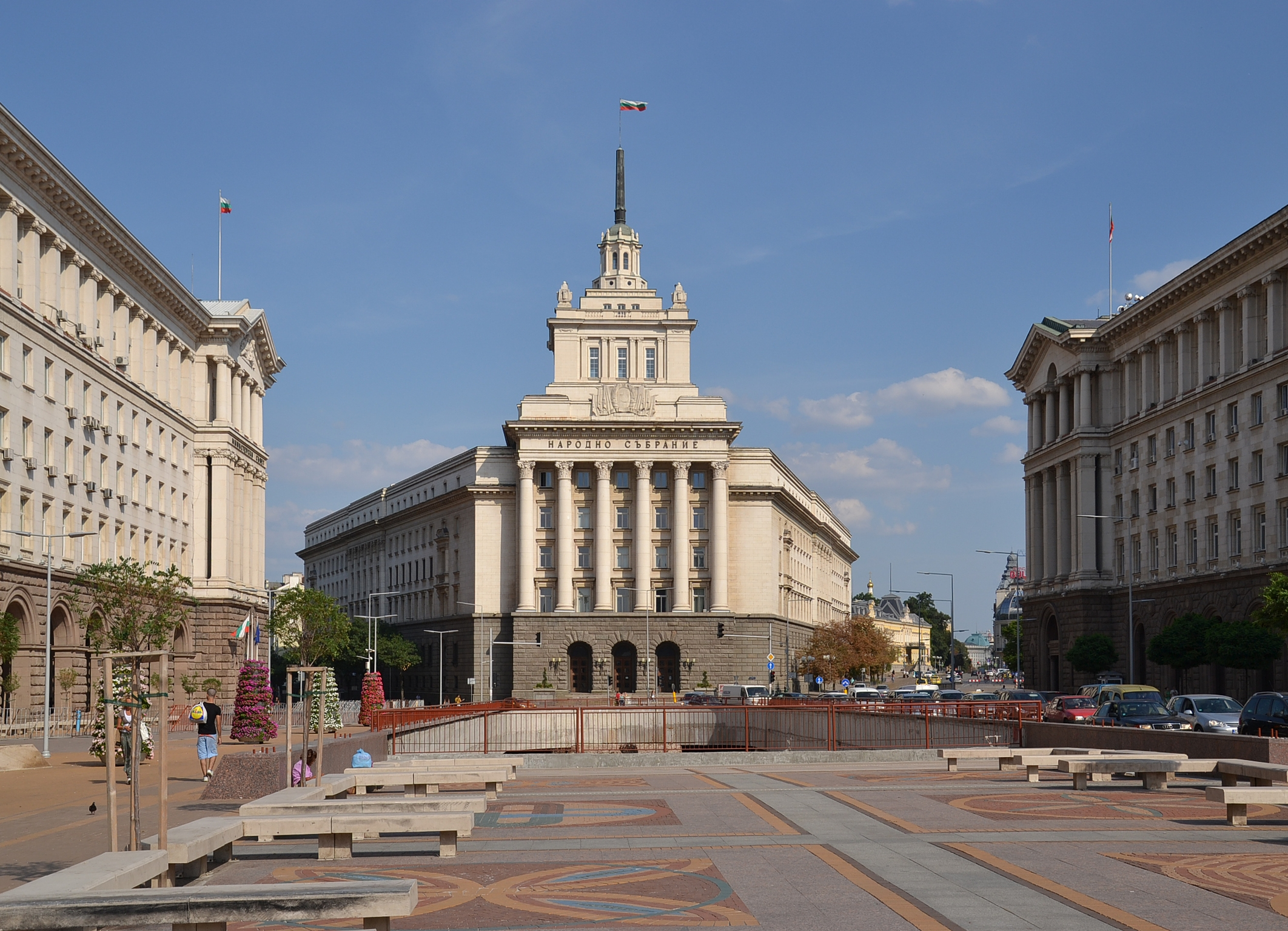
Unabhängigkeitsplatz in Sofia mit Regierungspalais (links), ehem. BKP-Zentrale (mittig) und Präsidentenpalais (rechts)

Seit dem 22. Januar 2017 ist Rumen Radew Präsident Bulgariens. Er war als unabhängiger Kandidat für die Bulgarische Sozialistische Partei zur Präsidentschaftswahl im November 2016 angetreten und gewann die Stichwahl gegen Zezka Zatschewa mit 59,4 % der Stimmen. Er wurde am 21. November 2021 im zweiten Wahlgang mit 66,7 % der Stimmen wiedergewählt. Sein konservativer Gegenkandidat Anastas Gerdschikow (GERB) kam auf 31,8 %. Die Wahlbeteiligung lag bei unter 35 %. Radew gilt als russlandfreundlich und reformorientiert.

### Politische Indizes
| Name des Index                     | Indexwert    | Weltweiter Rang | Interpretationshilfe | Jahr |
| ---------------------------------- | ------------ | --------------- | --- | ---- |
| Fragile States Index               | 49,4 von 120 | 133 von 179     | Stabilität des Landes: stabiler 0 = sehr nachhaltig / 120 = sehr alarmierend Rang: 1 = fragilstes Land / 179 = stabilstes Land | 2024 |
| Demokratieindex                    | 6,34 von 10  | 61 von 167      | Unvollständige Demokratie 0 = autoritäres Regime / 10 = vollständige Demokratie                                                | 2024 |
| Freedom in the World Index         | 77 von 100   | —               | Freiheitsstatus: frei 0 = unfrei / 100 = frei                                                                                  | 2024 |
| Rangliste der Pressefreiheit       | 60,8 von 100 | 70 von 180      | Erkennbare Probleme für die Pressefreiheit 100 = gute Lage / 0 = sehr ernste Lage                                              | 2025 |
| Korruptionswahrnehmungsindex (CPI) | 43 von 100   | 76 von 180      | 0 = sehr korrupt / 100 = sehr sauber                                                                                           | 2024 |

In EU-Vergleichen steht Bulgarien meist auf den hinteren Rängen. Gründe dafür sind zum Beispiel ein hohes Maß an Korruption und eine eingeschränkte Pressefreiheit. Kritische Journalisten berichten von Schmutzkampagnen, Ermittlungsverfahren, tätlichen Übergriffen und der Gefahr, wegen ihrer Berichterstattung ermordet zu werden. Investigative Journalisten lebten 2019 gefährlicher als Soldaten in Afghanistan.
Die meisten Medien sind in der Hand führender Politiker oder von Oligarchen, die enge Beziehungen zur Politik pflegen und die öffentliche Meinung in ihrem Sinne zu beeinflussen suchen – allen voran Deljan Peewski (* 1980), der neben zahlreichen TV- und Radiosendern 40 % aller Zeitungen besitzt. Desinformation, Zensur und Selbstzensur sind daher weit verbreitet. Die Süddeutsche Zeitung nannte 2020 die Lage der Medienfreiheit „katastrophal schlecht“.

### Außenpolitik
Bulgarien ist seit dem 1. Januar 2007 Mitglied der Europäischen Union und seit 2004 Mitglied der NATO. Weiters ist Bulgarien unter anderem Mitglied der Welthandelsorganisation (WTO), des Kooperationsrates für Südosteuropa (SEECP) und der Schwarzmeer-Wirtschaftskooperation (BSEC).
Im Dezember 2010 ergab eine Untersuchung, dass fast die Hälfte der bulgarischen Botschafter und Konsuln nach der Wende Angehörige der berüchtigten Staatssicherheit (DS) waren. Darunter waren damals 13 bulgarische Botschafter in EU-Ländern wie Deutschland, Großbritannien und Spanien tätig. Der damalige bulgarische Präsident Georgi Parwanow, ebenfalls ein ehemaliger Mitarbeiter der DS, verweigerte die Forderungen des bulgarischen Ministerpräsidenten Borissow und des Außenministers Mladenow, diese zurückzuberufen. Die Ernennung der bulgarischen Botschafter fällt in die alleinige Kompetenz des jeweiligen Präsidenten und 97 von 127 der von ihm ernannten Botschafter waren Mitarbeiter der Staatssicherheit.

### Militär
Die bulgarischen Streitkräfte (bulgarisch Българска армия Balgarska Armija) gliedern sich in Heer, Marine und Luftwaffe und zählen insgesamt circa 25.000 Soldaten. Die bulgarischen Streitkräfte sind eine Berufsarmee, die Wehrpflicht wurde 2008 abgeschafft. Oberbefehlshaber der Armee ist der bulgarische Präsident.
Bulgarien war Mitglied des Warschauer Pakts und hatte Ende der 1980er Jahre 167.000 Mann unter Waffen. Die militärischen Strukturen dieses Bündnisses wurden am 31. März 1991 aufgelöst. Seit 2004 ist Bulgarien NATO-Mitglied. Die Armee war bzw. ist an internationalen Einsätzen in Kambodscha, Angola, Tadschikistan, Kroatien, Bosnien und Herzegowina, Eritrea, Afghanistan und auch im Irak beteiligt.

### Justiz
In Bulgarien gibt es die folgenden Gerichte:
- das Verfassungsgericht (Конституционен съд)[82]

- das Oberste Kassationsgericht (Върховен касационен съд)
  - 5 Appellationsgerichte (Апелативен съд) und ein Appellationsgericht für organisierte Kriminalität (Апелативен специализиран наказателен съд)
    - 28 Bezirksgerichte (Окръжен съд) und ein Strafgericht für organisierte Kriminalität (Специализиран наказателен съд)
      - 113 Kreisgerichte (Районен съд)

  - ein Militärappellationsgericht (Военно-апелативен съд)
    - 3 Militärgerichte (Военен съд)

- das Oberste Verwaltungsgericht (Върховен административен съд)
  - 28 Verwaltungsgerichte (Административен съд).[83]

### Homosexualität
Homosexuelle Handlungen wurden 1962 in Bulgarien legalisiert. Durch die Gleichbehandlungsrahmenrichtlinie der EU werden Lesben und Schwule vor Diskriminierung auf dem Arbeitsmarkt geschützt, gleichgeschlechtliche Partnerschaften werden staatlich jedoch nicht anerkannt.

### Politische Gliederung

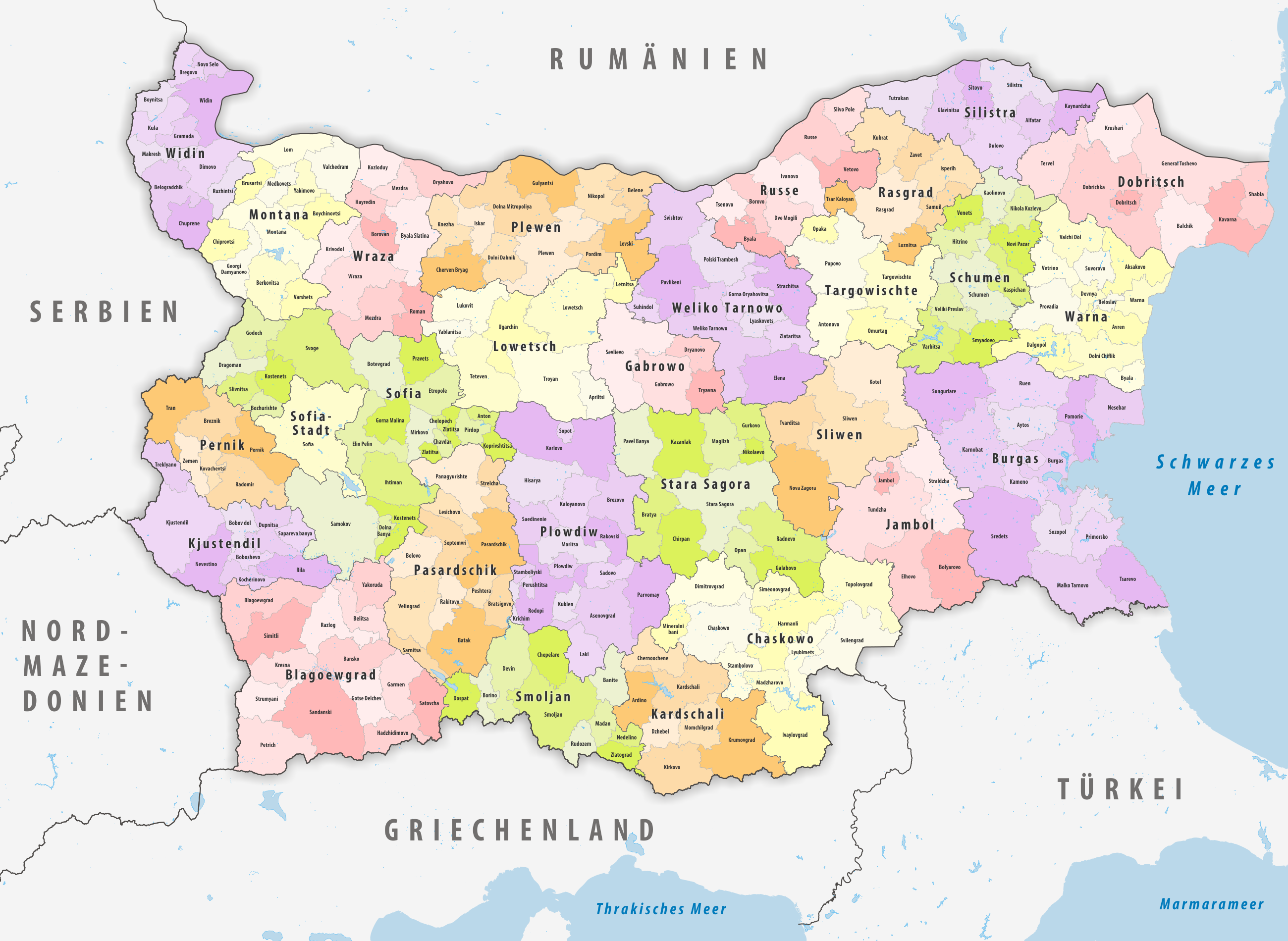
Die 266 Gemeinden Bulgariens

Nach Artikel 2 der bulgarischen Verfassung von 1991 gilt Bulgarien als „Einheitsstaat mit örtlicher Selbstverwaltung“, in dem keine autonomen Gebiete zugelassen sind. Der Verfassungsartikel 135 wiederum legt den staatlichen Aufbau in Gemeinden und Gebiete fest. Die grundlegende administrativ-territoriale Einheit ist die Gemeinde (Община Obschtina), in welcher die Organe der örtlichen Selbstverwaltung die kommunalen Interessen vertreten und politisch gestalten. Die Bürger können sich an der Verwaltung der Gemeinde unmittelbar durch ein Referendum oder eine Vollversammlung der Einwohner beteiligen. Die Wahlen zu den Organen der örtlichen Selbstverwaltung (Gemeinderäten, Общински съвет obschtinski sawet) finden alle vier Jahre statt, wobei der Bürgermeister (кмет kmet) als Organ der Exekutive der Gemeinde direkt gewählt wird. Die Gemeinde hat ein Recht auf eigenes Eigentum und einen selbstständigen Haushalt; darüber hinaus hat sie den Anspruch auf finanzielle Unterstützung durch den Staat.
Im Gegensatz zu den Gemeinden wird die zweite territoriale Einheit, das Gebiet oder der Bezirk (област oblast), administrativ nicht durch gewählte Organe vertreten. Die Oblast ist vielmehr eine administrativ-territoriale Einheit, die ein vom Ministerrat ernannter Bezirksverwalter (областен управител oblasten uprawitel) im Interesse der staatlichen Zentralverwaltung kontrolliert. Der Verwalter soll laut Art. 143 der Verfassung die Durchführung der staatlichen Politik sichern und ist für den Schutz nationaler Interessen, der Gesetzlichkeit und der öffentlichen Ordnung verantwortlich. Es bestehen 28 Gebiete, die in insgesamt 266 Gemeinden aufgeteilt sind.

## Wirtschaft

### Wirtschaftsgeschichte
Bulgarien gehört zu den Ländern, die als Agrarstaat in den Rat für gegenseitige Wirtschaftshilfe (RGW) eingetreten sind und ihre Industrialisierung diesem im Wesentlichen zu verdanken haben. Das bedeutete die Steigerung der energie- und rohstoffintensiven Schwerindustrie, von denen einige Bereiche (Pharmazeutika, Maschinenbau, Elektronik) durchaus erfolgreich in den ehemaligen Märkten agierten. Die Computermarken Prawez, Izot, IMKO und ES EVM produzierten zeitweise bis zu 40 % aller im RGW getauschten Desktopcomputer.
Nach dem Wegfall des Marktes der Sowjetunion, zu dem die meisten Beziehungen bestanden, geriet die Wirtschaft in eine schwere Krise, aus der sie sich erst seit 2004 erholt hat. Die einstmals gut entwickelte Industrie für Computerhardware verschwand vollständig. In den Jahren 1989 bis 1995 gingen die Realeinkommen und der Lebensstandard zurück. Das Sozialsystem, insbesondere das System der Kranken- und Rentenversicherungen, brach weitgehend zusammen.
Die sozialistische Regierung unter Schan Widenow schaffte hier keine Abhilfe, sondern bediente die Interessen der ehemaligen Nomenklatura. Im Frühjahr 1996 kam es infolge der hohen Staatsverschuldung zu einer schweren Wirtschaftskrise. Banken brachen praktisch über Nacht zusammen; der Staat geriet in Zahlungsschwierigkeiten gegenüber seinen ausländischen Kreditgebern. In der Hoffnung auf Unterstützung von Weltbank und IWF verabschiedete die sozialistische Regierung ein Strukturprogramm. 134 marode Staatsbetriebe sollten geschlossen werden, durch Steuervergünstigungen versuchte man vor allem ausländische Investoren anzulocken. Doch die Privatisierung ging dem IWF zu langsam und er forderte als Bedingung für weitere Kredite die Einführung eines Währungsrates sowie die Bindung des bulgarischen Lew an die D-Mark im Verhältnis 1:1. Seit der Einführung des Euros ist der bulgarische Lew an ihn im Verhältnis 1:1,95583 gekoppelt.
Inzwischen haben einige internationale Unternehmen Standorte in Bulgarien. So befindet sich eines der globalen Service-Center von Hewlett-Packard, das für Europa, den Mittleren Osten und Afrika zuständig ist, in Sofia. Der chinesische Automobilhersteller Great Wall Motor eröffnete im Februar 2012 ein Werk nahe Lowetsch.
Die Handelsunternehmen METRO, HIT, Lidl, Kaufland, dm sowie die Rewe Group mit der Marke Billa sind in Bulgarien präsent.

### Aktuelle Entwicklung
Die Wirtschaft Bulgariens ist vor allem im Süden des Landes konzentriert. Die am stärksten entwickelten Regionen sind Sofia, Burgas, Stara Zagora sowie in Nordostbulgarien Varna. Die Region Nordwestbulgarien ist die am wenigsten wirtschaftlich entwickelte Region Bulgariens (Stand 2008). Bulgarien selbst hatte 2009 eine der höchsten Armutsquoten (21,8 %) aller Mitgliedstaaten der Europäischen Union. Nach Angaben von Eurostat besteht in Bulgarien auch das höchste Armutsrisiko für Menschen mit körperlichen Einschränkungen innerhalb der EU.
Die Arbeitslosenquote sank bis Juni 2018 auf 4,8 % und lag damit unter dem EU-Durchschnitt. Im Jahr 2017 betrug die Jugendarbeitslosigkeit 14,4 %. 2016 arbeiteten 6,8 % aller Arbeitskräfte in der Landwirtschaft, 26,6 % in der Industrie und 66,6 % im Dienstleistungssektor. Die Gesamtzahl der Beschäftigten wurde 2017 auf 3,6 Millionen geschätzt; davon waren 46,4 % Frauen. Die Löhne waren die niedrigsten in der EU.
Im Global Competitiveness Index, der die Wettbewerbsfähigkeit eines Landes misst, belegte Bulgarien Platz 49 von 137 Ländern (Stand 2017–2018). Der Index für wirtschaftliche Freiheit 2024 des Landes war der 31. höchste von 176 Ländern.
Die wichtigsten Wirtschaftszweige sind: Chemische Industrie, Nahrungsmittel und Nahrungsmittelverarbeitung, Tabakindustrie, Metallindustrie, Maschinenbau, Textilindustrie, Glas- und Porzellanindustrie, Kohleförderung, Stahlproduktion, Energiewirtschaft, Tourismus.
| Jahr                                    | 2010   | 2015   | 2016   | 2017   | 2018   | 2019   | 2020   | 2021   | 2022   | 2023   |
| --------------------------------------- | ------ | ------ | ------ | ------ | ------ | ------ | ------ | ------ | ------ | ------ |
| BIP in Mrd. USD (Kaufkraftparität)      | 120,4  | 139,6  | 145,2  | 151,8  | 161,6  | 178,1  | 178,5  | 202,3  | 225,2  | 237,6  |
| BIP pro Kopf in USD (Kaufkraftparität)  | 16.044 | 19.512 | 20.442 | 21.537 | 23.088 | 25.616 | 25.801 | 29.573 | 34.923 | 36.861 |
| BIP-Wachstum (real)                     | 1,6 %  | 3,4 %  | 3,0 %  | 2,7 %  | 2,7 %  | 4,0 %  | −4,0 % | 7,7 %  | 3,9 %  | 1,8 %  |
| Inflation (in Prozent)                  | 3,0 %  | −1,1 % | −1,3 % | 1,2 %  | 2,6 %  | 2,5 %  | 1,2 %  | 2,8 %  | 13,0 % | 8,6 %  |
| Staatsverschuldung (in Prozent des BIP) | 14 %   | 25 %   | 27 %   | 23 %   | 20 %   | 18 %   | 23 %   | 22 %   | 22 %   | 22 %   |

### Import und Export
Die wichtigsten Aus- und Einfuhrgüter Bulgariens sind:
Ausfuhr: chemische Produkte, Elektrizität, Konsumartikel, Maschinen und Ausrüstungen, Nahrungs- und Genussmittel, Rohmetall- und Stahlprodukte, Textilprodukte.
Einfuhr: chemische Erzeugnisse, Konsumgüter, Maschinen und Ausrüstungen, mineralische Produkte und Brennstoffe (insbesondere Rohöl und Gas aus Russland), Rohstoffe.
| Ausfuhr (in %) nach | Ausfuhr (in %) nach | Einfuhr (in %) von  | Einfuhr (in %) von |
| ------------------- | ------------------- | ------------------- | ------------------ |
| Deutschland         | 16,0                | Deutschland         | 12,0               |
| Rumänien            | 9,1                 | Rumänien            | 7,3                |
| Italien             | 6,9                 | Türkei              | 7,1                |
| Griechenland        | 6,6                 | Italien             | 7,1                |
| Türkei              | 6,4                 | Russland            | 6,1                |
| Frankreich          | 3,8                 | Volksrepublik China | 5,1                |
| Belgien             | 3,5                 | Griechenland        | 4,9                |
| sonstige Staaten    | 47,7                | sonstige Staaten    | 50,3               |
| Quelle: GTAI        |                     |                     |                    |

### Energiewirtschaft
Die Energieabhängigkeit Bulgariens ist etwas niedriger als der Durchschnitt für die EU. Das Land bezog im Jahr 2008 52,3 % seiner Energie aus dem Ausland. Damit lag das Land unter dem europäischen Durchschnitt von 54,8 %.
In Bulgarien gibt es zwei aktive Kernreaktoren, die etwa ein Drittel des bulgarischen Strombedarfs decken.

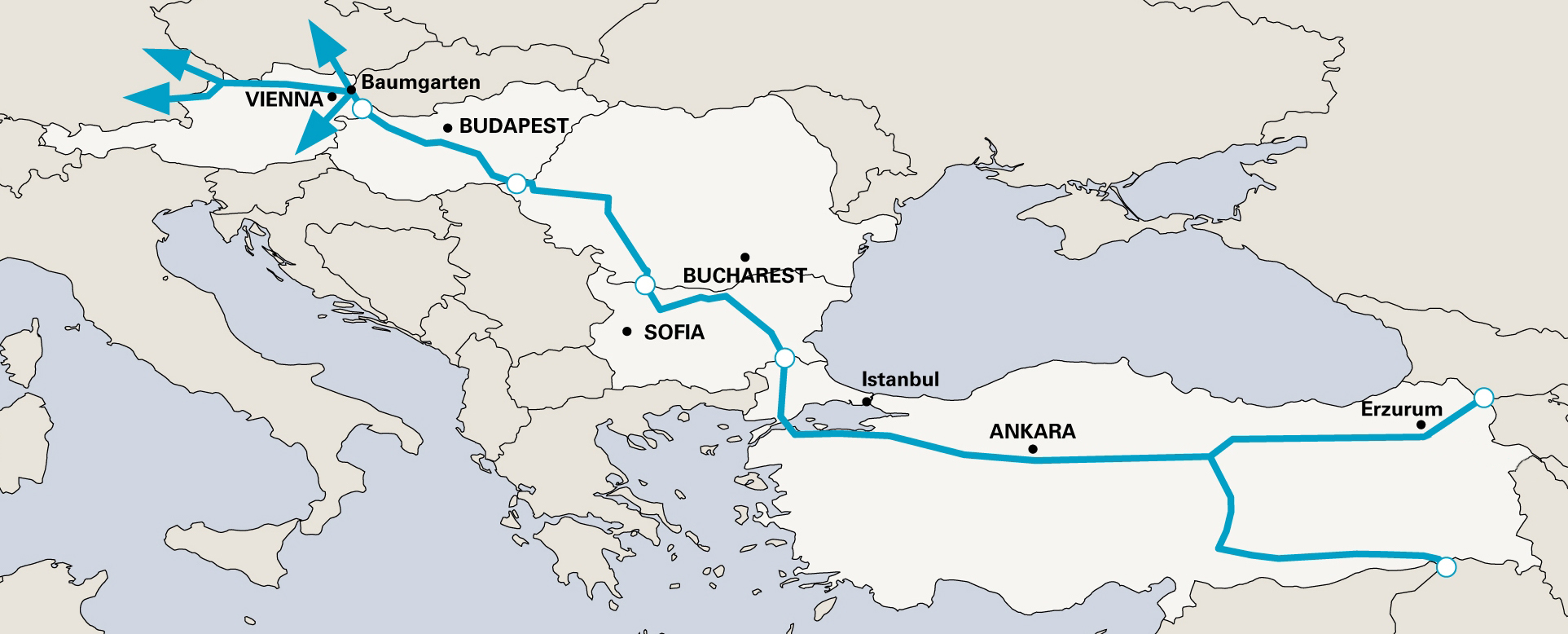
Nabucco-Pipeline

Aufgrund seiner strategischen Lage sowie des einheimischen Bedarfs plante Bulgarien mehrere Strategieprojekte, die für die nationale, regionale und europäische Versorgungssicherheit wichtig sein sollten. Die Projekte umfassten die Erdgasleitungen Nabucco und South Stream und die Burgas-Alexandroupolis-Ölpipeline.
Das Erdgasleitungen Nabucco und South Stream wurden jedoch nicht realisiert. Stattdessen wurde 2019/2020 die Transadriatische Pipeline durch Griechenland, Albanien und das Adriatische Meer nach Süditalien gebaut mit einem Anschluss an Bulgarien.
Auch die Burgas-Alexandroupolis-Ölpipeline wurde nicht gebaut. Es gab Bürgerbegehren gegen dieses Projekt und Proteste von Umweltschützern. Mitte Dezember 2011 erklärte die Regierung Bulgariens den Ausstieg aus dem Projekt.

#### Erdgas
Die einzigen Unternehmen, die Erdgas in Bulgarien fördern, sind „Melrose Ressourcen Sarl“ und „Exploration und Gewinnung von Öl und Gas AG“. Sie förderten 2009 zusammen rund 9 % des Erdgasverbrauchs. Vor der Küste entdeckte der österreichische OMV-Konzern ein Erdgasfeld; 2012 begannen im Gebiet von Warna Probebohrungen. Der übrige Erdgasbedarf wird großteils über die Druschba-Trasse aus Russland importiert. Zur Verringerung der Abhängigkeit vom russischen Erdgas fördert die EU den Bau sogenannter Interkonnektoren mit den Nachbarländern. Durch den Anschluss an die Transadriatische Pipeline kann Bulgarien seit 2020 bis zu einem Drittel seines Bedarfs an Erdgas aus dieser Pipeline decken. Weitere Verbindungen mit Serbien und Rumänien sind im Bau.
Der größte Erdgasnetzbetreiber ist die Aktiengesellschaft Bulgargaz EAD, die sich zu 100 % im Staatseigentum befindet. Zur Holding gehören außerdem der Gasanbieter Bulgargaz EAD und der kombinierte Lieferant Bulgartransgaz EAD, die für die Versorgung des Landes mit Erdgas sowie für Transport und Lagerung verantwortlich sind. In der Gaswirtschaft existiert auf Verteilungsebene eine Vielzahl privater Unternehmen, darunter Overgaz AG als größter Gasversorger.

#### Erdöl

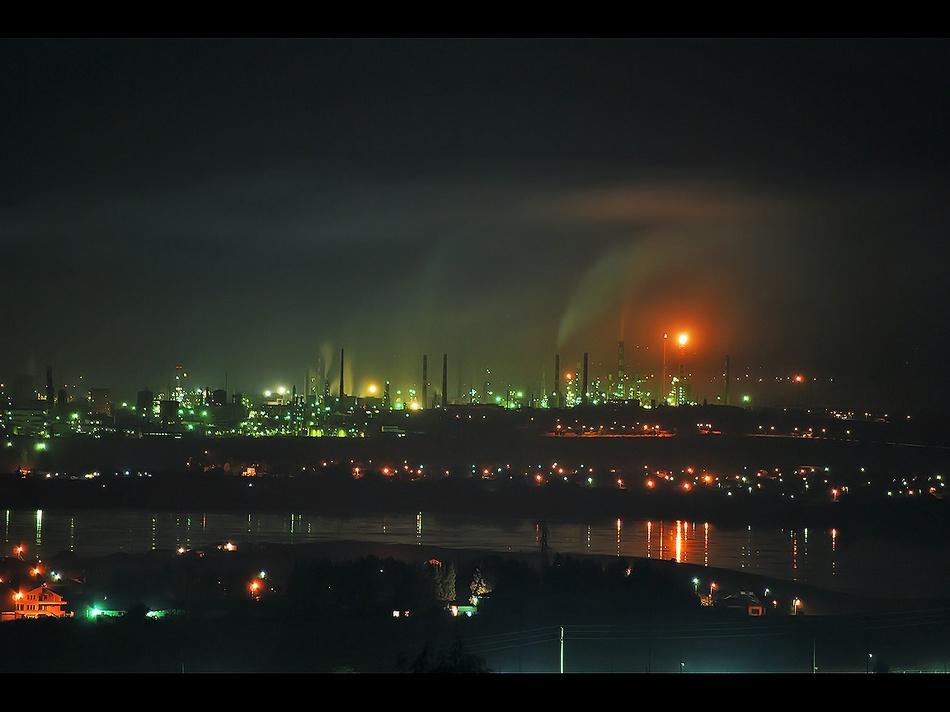
Die Lukoil-Neftochim-Raffinerie bei Burgas

Das einzige Unternehmen, das in Bulgarien Erdöl fördert, ist die „Exploration und Gewinnung von Öl und Erdgas AG“; die geförderten Mengen sind minimal. Damit ist das Land fast vollständig auf Importe angewiesen. Der bulgarische Markt für Erdöl und Erdölprodukte ist vollständig liberalisiert. In Bulgarien befindet sich die größte Raffinerie Südosteuropas, die Lukoil Neftochim Burgas AD. Sie dominiert den Markt mit Kraftstoffen, Diesel, Kerosin und Petrochemie; ein großer Teil der Produktion wird exportiert. Das Unternehmen hat eine stabile Marktposition in Südosteuropa. Ende Januar 2012 gab LUKOIL Neftochim Burgas bekannt, bis 2015 Investitionen in Höhe von 1,5 Mrd. US-Dollar zu tätigen und dadurch 3000 neue Arbeitsplätze zu schaffen. Dabei sollen neue Anlagen für Hydrocracken und Katalytisches Reforming gebaut, bzw. die bestehenden ersetzt werden. Dadurch soll auch die Luftverschmutzung verringert werden.
Die Burgas-Alexandroupolis-Ölpipeline nach Alexandroupolis (Griechenland) wurde als Teil der Nabucco-Pipeline 2016 aufgegeben. Als in Verbindung mit dem Russischer Überfall auf die Ukraine 2022 Sanktionen gegen den Export russisches Erdöls verhängt wurden, reaktivierten bulgarische Politiker die Idee der Pipeline Burgas-Alexandroupolis jedoch in umgekehrter Richtung (von Griechenland nach Burgas), so dass sie die Versorgungssicherheit der Ölraffinerie Neftochim bei Burgas sicherstellen könnte.

#### Stromerzeugung
Im Kernkraftwerk Kosloduj wurden insgesamt sechs Druckwasserreaktoren russischer Bauart mit einer Gesamtleistung von 3.760 MW errichtet. Zur Erfüllung der Vorgaben zum EU-Beitritt wurden zwei Kraftwerksblöcke 2004 und zwei 2007, vor Ablauf der vorgesehenen Betriebsdauer, stillgelegt. Die in Betrieb befindlichen Reaktoren 5 und 6 haben zusammen eine Kapazität von 2000 MW; sie produzieren etwa ein Drittel des bulgarischen Strombedarfs.
Im Januar 2008 unterzeichneten Bulgarien und Atomstroiexport einen Bauvertrag für das Kernkraftwerk Belene. RWE stieg im Oktober 2009 aus dem Projekt aus; die Gesamtkosten betrügen inzwischen 10 Mrd. Euro statt der ursprünglich veranschlagten 4 Mrd. Euro. Im April 2012 gab Bulgarien das Projekt auf.
Einige Kohlekraftwerke (Liste hier) erzeugen Strom aus heimischer Steinkohle. Das Wärmekraftwerk Bobow Dol (630 MW), das Wärmekraftwerk Varna EAD (1260 MW), das Wärmekraftwerk Maritza Istok-3 (840 MW), die zukünftige Ersatzleistung auf dem Gelände des Wärmekraftwerks Maritza Istok-1 (670 MW), das Wärmekraftwerk Maritza 3 (120 MW) und das Wärmekraftwerk Russe (110 MW) sind mehrheitlich oder vollständig in Privateigentum. Es gibt zahlreiche kleinere privatwirtschaftlich betriebene Wasserkraftwerke. 2013 waren Windkraftanlagen mit einer Kapazität von 677 MW installiert; sie gehörten privaten – meist ausländischen – Unternehmen.
Windparks befinden sich hauptsächlich im Osten Bulgariens (Liste hier).

### Wirtschaftsbeziehungen
Bulgarien ist Mitglied der Schwarzmeer-Wirtschaftskooperation (SMWK) und unterhält seit 1994 ein Freihandelsabkommen mit der Europäischen Freihandelsassoziation (EFTA).
Deutschland ist der wichtigste Handelspartner Bulgariens. Über 5000 deutsche Firmen sind im Handel mit Bulgarien tätig, davon sind 1200 vor Ort vertreten. Das Gesamthandelsvolumen 2007 erreichte circa 35 Mrd. Euro, das Handelsvolumen mit Deutschland etwa 3,7 Mrd. Euro (10,5 %). Die deutschen Exporte nach Bulgarien beliefen sich auf 2,3 Mrd. Euro, die Importe aus Bulgarien auf 1,4 Mrd. Euro. Über die Hälfte entfiel auf die Bundesländer Nordrhein-Westfalen, Bayern und Baden-Württemberg. Seit März 2004 besteht in Sofia die Deutsch-Bulgarische Industrie- und Handelskammer (DBIHK), die bereits über 350 Mitglieder zählt.
Die ausländischen Direktinvestitionen erreichten 2007 einen Höchstwert von 5,7 Mrd. Euro und 2008 einen Wert von 5,4 Mrd. Euro. Mit Investitionen in Höhe von 605 Millionen Euro (11,2 %) im Jahr 2008 lag Deutschland an dritter Stelle der ausländischen Investoren hinter Österreich und den Niederlanden.
Der hohe Investitionsbedarf der bulgarischen Wirtschaft, der zusammen mit niedrigen Löhnen und gut ausgebildetem Personal viele Chancen für langfristig orientierte Investoren, insbesondere in lohnintensiven Fertigungsbereichen (Maschinenbau, Nahrungsmittelverarbeitung, Kfz-Teileherstellung, Textilproduktion, Softwareentwicklung etc.) bietet, wird jedoch trotz dieser Entwicklung noch einige Zeit fortbestehen. Gute Aussichten für Investitionen bestehen u. a. auch weiterhin im Tourismusbereich. Mehr als 580.000 Deutsche besuchten 2008 Bulgarien. Ausbaufähig erscheint besonders der Bereich Individualtourismus, insbesondere Öko-, Wander- und Bädertourismus, aber auch der Wintersportbereich.
Das Investitionsklima für Ausländer ist im Wesentlichen gut, trotz erheblicher Defizite im Justizbereich. 2005 erreichte die Investitionsquote Bulgariens 22 Prozent des BIP (2004 21 %). Ende 2007 wurden die steuerlichen Bedingungen durch die Einführung einer zehnprozentigen Pauschalsteuer verbessert.

### Landwirtschaft
Bulgarien ist eines der Hauptanbauländer für Orient-Tabak. Bulgarien war ehemals der weltgrößte Exporteur von Tabak. Seit 2010 fördert die EU jedoch Tabakanbau nicht mehr, da dies der Gesundheitsrichtlinie widersprechen würde. Die Einkommen der Tabakbauern, typisch Familienbetriebe, leiden darunter. Die Tabakstadt ist ein Stadtteil von Plowdiw, die historischen Häuser der reichen Tabakhändler sind als Ensemble denkmalgeschützt. Im März 2016 wurde eines dieser denkmalgeschützten Häuser abgerissen. Der Zigarettenhersteller Bulgartabak, ehemals Staatskonzern, wurde 2011 privatisiert. Im Land gibt es einen bedeutenden Schwarzmarkt für Zigaretten.
Im Tal der Rosen in Zentralbulgarien befindet sich die weltweit bedeutendste Anbauregion von Rosenblüten (Rosa damascena) zur Gewinnung von Rosenöl.

### Umweltbelastung
Nach 1950 wurden die Industrialisierung und die Intensivierung der Landwirtschaft im Rahmen der Planwirtschaft betrieben, oft zu Lasten der Umwelt. Die Förderung vor allem der Schwerindustrie, des Energiesektors und des Bergbaus sowie der Einsatz veralteter Technologien verursachten zum Teil erhebliche Luft-, Boden- und Wasserverschmutzungen.
Mit der Schließung vieler industrieller Produktionsstätten nach der Wende haben sich die Umweltbelastungen stetig verringert. Obwohl Bulgarien seit Mitte der 1990er Jahre im Umweltbereich deutliche Fortschritte erzielt hat, sind nach Schätzungen der Weltbank für die Umsetzung des EU-Acquis im Umweltbereich bis zum Jahr 2020 Investitionen von rund neun Milliarden Euro erforderlich. Jährlich müssten demnach Investitionen in Höhe von rund 11 % des BIP getätigt werden. Der Umweltschutz wurde durch die Gründung des Umweltministeriums 1990 erstmals institutionalisiert und als Staatsziel in der bulgarischen Verfassung von 1991 (Art. 15) verankert. Im Umweltschutzgesetz vom September 2002 hat die bulgarische Regierung erstmals das Prinzip der Nachhaltigkeit gesetzlich festgeschrieben.

### Korruption
Korruption auf allen Ebenen des Staates stellt in Bulgarien ein gravierendes Problem dar und wird als staatsgefährdend bewertet. Beim Korruptionswahrnehmungsindex von Transparency International belegt Bulgarien unter allen EU-Mitgliedsstaaten seit 2012 konstant einen der schlechtesten Ränge. Seit seinem EU-Beitritt ist das Land nicht nur eines ihrer korruptesten Mitglieder, sondern auch einer der Staaten mit den schlechtesten Werten in Sachen Rechtsstaatlichkeit.
2021 teilte das US-Außenministerium mit, es habe Wirtschaftssanktionen gegen mehrere prominente Bulgaren und ihre Unternehmen verhängt. Damit wolle man korrupte Akteure zur Rechenschaft ziehen und die Rechtsstaatlichkeit und die Stärkung demokratischer Institutionen in Bulgarien unterstützen. Das Eingreifen der USA, um in einem EU-Staat Rechtsstaat und Demokratie zu schützen, wurde als Unfähigkeit der EU gesehen, selbst auf den Mitgliedsstaat einzuwirken. Der Politiker-Oligarch Deljan Peewski und zwei weitere Geschäftsleute wurden im Juni 2021 wegen Beteiligung an bedeutender Korruption sanktioniert. Das in den USA gelagerte Vermögen ihrer 64 Unternehmen wurde beschlagnahmt und ein USA-weites Handelsverbot gegen jene Unternehmen ausgesprochen.
Das Europäische Amt für Betrugsbekämpfung (OLAF) bemängelte bereits mehrfach Korruption und Veruntreuung von EU-Geldern in Bulgarien. Im November 2008 kürzte die Europäische Union Bulgarien aufgrund mangelnder Fortschritte in der Korruptionsbekämpfung 220 Millionen Euro Fördergelder. Bereits im Juli 2008 waren 825 Mio. Euro an Hilfen vorübergehend eingefroren worden.

### Tourismus

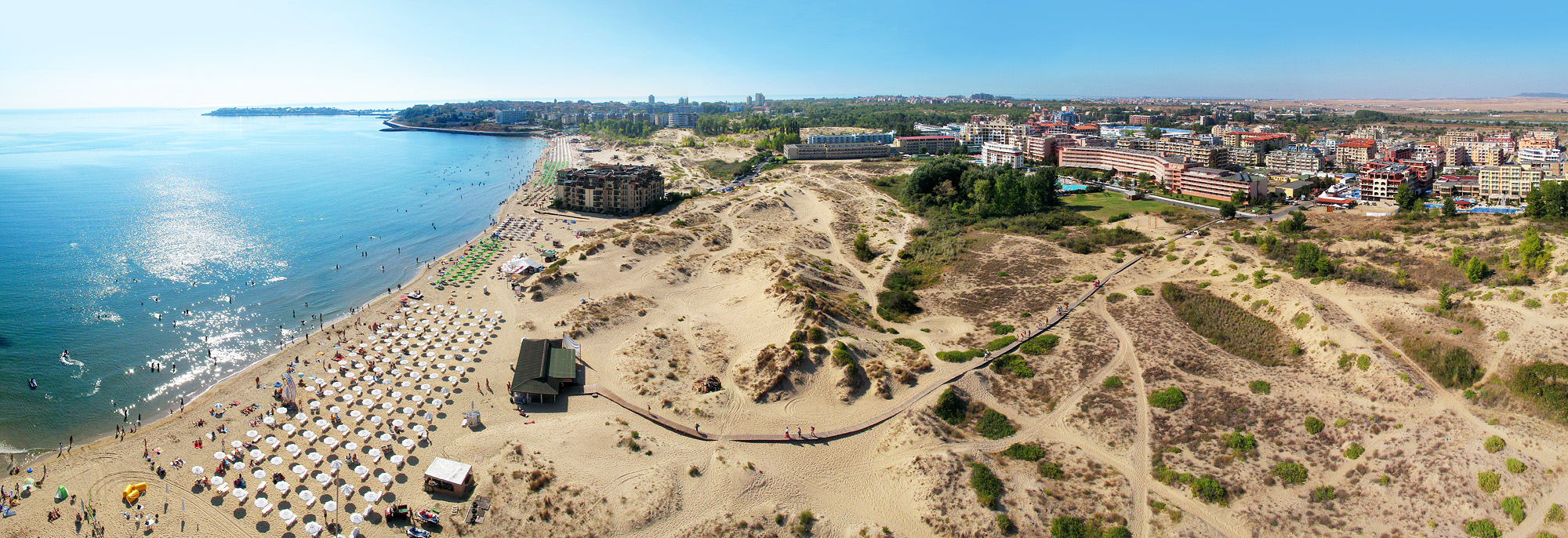
Sonnenstrand

Der Tourismus ist bereits seit den 1970er Jahren ein wichtiger Devisenbringer für das Land. Mit über 8,2 Mio. Touristen stand Bulgarien 2016 auf Platz 41 der meistbesuchten Länder der Welt. Die Tourismuseinnahmen beliefen sich im selben Jahr auf 3,6 Mrd. US-Dollar. In Bulgarien gibt es insgesamt zehn UNESCO-Welterbestätten.

### Staatshaushalt
Laut The World Factbook umfasste der Staatshaushalt 2020 Ausgaben in Höhe von umgerechnet 26,54 Mrd. US-Dollar, dem standen Einnahmen von umgerechnet 24,49 Mrd. US-Dollar gegenüber. Die Staatsverschuldung betrug 2020 14,2 Mrd. US-Dollar oder 30,3 % des BIP. Bulgarien gehört damit zu den am niedrigsten verschuldeten Ländern in der Europäischen Union.
2020 betrug der Anteil der Staatsausgaben (in % des BIP) folgender Bereiche:
- Gesundheit: 8,5 %
- Bildung: 4,0 %
- Militär: 2,2 % (2024)

### Gewerkschaften
Die beiden größten Gewerkschaftsbünde
- Confederation of Independent Trade Unions of Bulgaria (KNSB/CITUB)[122] und
- PODKREPA[123]

sind Mitglieder des Internationalen Gewerkschaftsbundes (IGB) und des Europäischen Gewerkschaftsbundes (EGB).
Die Zahl der Mitglieder in den zur KNSB gehörenden Einzelgewerkschaften wird mit 200.000 Mitgliedern angegeben, für PODKREPA mit 150.500 (Stand: November 2017).

## Infrastruktur

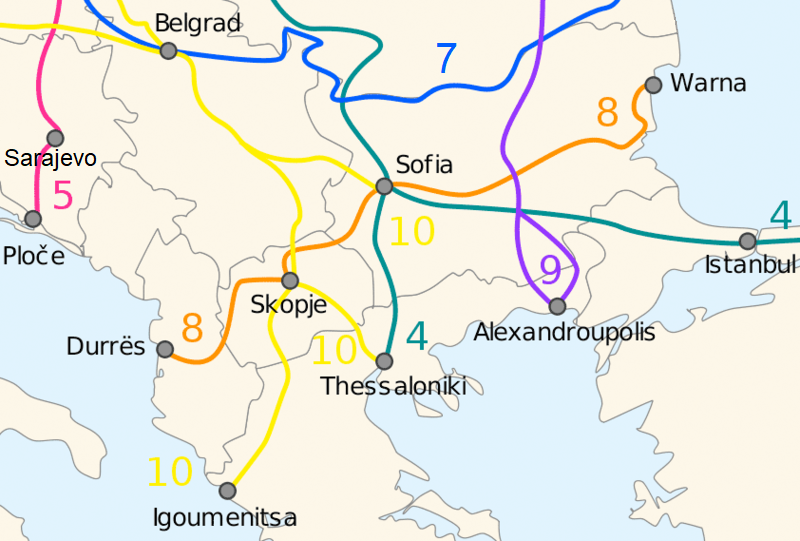
Bulgarien und die paneuropäischen Verkehrskorridore

Bulgarien ist ein wichtiges Transitland zwischen Mitteleuropa und Vorderasien. Die paneuropäischen Verkehrskorridore IV (Dresden–Budapest–Craiova–Sofia–Thessaloniki), VII (Donau), VIII (Durrës-Tirana–Skopje–Sofia–Burgas) und IX (Helsinki–Moskau–Bukarest–Dimitrowgrad–Alexandropolis) führen durch Bulgarien. Die Achse Sofia–Burgas ist auch Teil des Transeuropäischen Transportnetzes (TEN) der Europäischen Union.
Das Land verfügt über ein relativ gut ausgebautes Verkehrsnetz: Eisenbahnnetz (Bulgarische Eisenbahninfrastrukturgesellschaft), Straßennetz (jedoch bislang nur wenige Autobahnen), vier internationale Flughäfen (Flughafen Sofia, Flughafen Warna, Flughafen Burgas und Flughafen Plowdiw), zwei Hochseehäfen (Hafen Burgas, Hafen Warna) und mehrere kleinere Seehäfen (Sosopol, Baltschik) sowie Binnenhäfen (an der Donau). Bis ins späte Mittelalter spielte die Binnenfahrt auf dem Fluss Mariza eine wichtige Rolle. Der Schiffsverkehr auf der Donau spielt für Bulgarien nur eine geringe Rolle. In den Häfen Russe, Widin, Lom und Silistra findet ein begrenzter Güterumschlag statt; in Russe legen Kreuzfahrtschiffe an.

### Straßenverkehr
Das gesamte asphaltierte Straßennetz umfasste 2011 etwa 19.512 km.
Der Verkehr in Bulgarien findet vor allem auf der Straße statt. Zwischen den Großstädten verkehren Busse mehrerer Busunternehmen. Regionalverbindungen in die kleineren Städte gibt es von der jeweiligen Provinzhauptstadt. In der Sommerzeit werden auch direkte Verbindungen von Sofia und anderen Großstädten in die meisten Tourismusorte an der Schwarzmeerküste angeboten. Die Busverbindungen in die Groß- und Hauptstädte der Nachbarländer stellen eine preiswertere Alternative dar und sind gut ausgebaut. Insgesamt hat Bulgarien mit der Türkei drei Grenzübergänge, mit Griechenland vier (ein weiterer in Bau), mit Nordmazedonien drei (weitere drei in Planung), mit Serbien fünf (weitere drei in Planung) und mit Rumänien zwölf (ein weiterer wurde 2013 mit der Donaubrücke 2 eröffnet).
Das bulgarische Autobahnnetz befindet sich noch im Ausbau. Durch die Schließung der letzten Lücken der Autobahn Trakia (A 1) besteht seit Mitte 2013 eine direkte Autobahnverbindung zwischen der Hauptstadt Sofia und dem Schwarzen Meer. Anders als in den Nachbarländern gibt man in Bulgarien geographisch bedingt den Ost-West-Verbindungen Priorität vor Nord-Süd-Verbindungen.

### Schienenverkehr

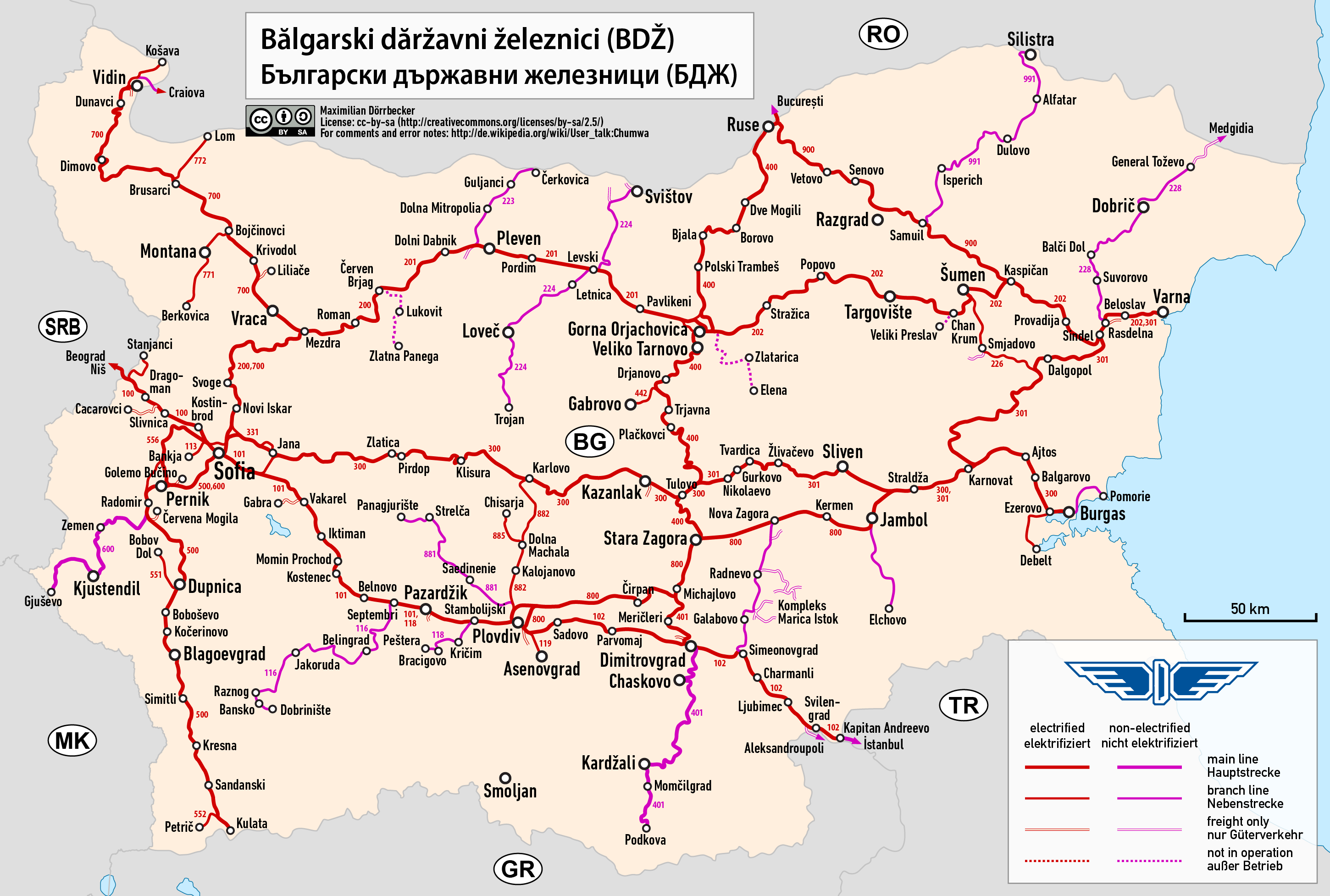
Das bulgarische Bahnnetz

Alle großen Städte Bulgariens werden von der Bulgarischen Staatsbahn erschlossen. Die Hauptstrecken werden ausgebaut, jedoch werden Zugverbindungen in kleinere Orte gestrichen. Auf der Strecke Sofia–Burgas (ca. 400 km) dauert eine Zugfahrt etwa sechseinhalb Stunden, während eine Busfahrt nur fünf Stunden benötigt. Aus diesem Grund wird die bulgarische Bahn eher gemieden, ist jedoch auf einigen Strecken preiswerter als eine Busfahrt.
Hochgeschwindigkeitsverkehr existiert in Bulgarien bisher nicht. Eine Hochgeschwindigkeitsstrecke zwischen Sofia und Istanbul, via Plowdiw soll als Teil des IV. Paneuropäischen Korridors entstehen und im zweiten Schritt von Sofia via Wraza zur Donaubrücke 2 an der rumänischen Grenze bei Widin fortgeführt werden. Das Projekt soll finanziell bis zur Hälfte von der EU getragen werden. Ein realistischer Zeitpunkt, zu dem es in Betrieb gehen kann, ist nicht bekannt.
Einige bulgarische Städte (Sofia, Burgas u. a.) sind Beginn und Ziel mehrerer europäischer Zugverbindungen (siehe: Internationale Strecken). Auch der Orient-Express durchquerte Bulgarien.
Der bulgarische Schienengüterverkehr hat eine Transportleistung von jährlich 4,5 Milliarden Tonnenkilometern und hat damit einen Anteil am Modal Split von ungefähr einem Fünftel.
Das bulgarische Schienennetz ist mit dem der Nachbarländer verbunden. Eine Ausnahme stellt Nordmazedonien dar: hier ist eine Gleisverbindung seit 2017 in Planung.
Während des Zweiten Weltkrieges unterstützte die deutsche Wehrmacht den Bau einer direkten Schienenverbindung zwischen den Hafenstädten Burgas und Varna, jedoch konnte sie von Burgas damals nur bis Pomorie fertiggestellt werden. Aktuell (März 2018) gibt es pro Tag zwei direkte Verbindungen mit Regionalzügen zwischen beiden Städten, etwas schneller geht es jedoch in Schnellzügen, trotz einmaligem Umsteigen in Karnobat. Eine Zugfahrt auf der circa 120 km langen Strecke dauert vier bis fünf Stunden.
Die bekannteste Schmalspurbahn Bulgariens, die Rhodopenbahn, führt von Septemwri nach Dobrinischte. Ihre Strecke liegt entlang der Gebirge Rhodopen, Rila und Pirin und überquert Awramowo, den höchstgelegenen Bahnhof der Balkanhalbinsel (1267 m).

### Feuerwehr
In der Feuerwehr in Bulgarien waren im Jahr 2019 landesweit 6.476 Berufsfeuerwehrleute und 3.138 freiwillige Feuerwehrleute organisiert, die in 243 Feuerwachen und Feuerwehrhäuser, in denen 693 Löschfahrzeuge und 66 Drehleitern bzw. Teleskopmasten bereitstehen, tätig sind. Die bulgarischen Feuerwehren wurden im selben Jahr zu 68.610 Einsätzen alarmiert, dabei waren 42.141 Brände zu löschen. Hierbei wurden 134 Tote bei Bränden von den Feuerwehren geborgen und 293 Verletzte gerettet. Die nationale Feuerwehrorganisation Министерство на вътрешните работи repräsentiert die bulgarische Feuerwehr mit ihren Feuerwehrangehörigen im Weltfeuerwehrverband CTIF.

## Kultur

### Medien
Bulgarien verfügt über je einen staatlichen Radio- und Fernsehsender (BNR und BNT) und eine Vielzahl an privaten Sendern. Die wichtigsten darunter sind: bTV, Nova televizija, SKAT und TV Evropa. Unter den Radiosendern dominiert das private „Darik Radio“. An der Anpassung und Anwendung der EU-Vorschriften zum Übergang zu Digital-Fernsehen und -Hörfunk wird gearbeitet.
Die marktführende New Bulgarian Media Group (NBMG) kontrolliert vier überregionale Zeitungen, ein Magazin, einen Fernsehkanal sowie eine Nachrichtenagentur (Stand: 2014).
Die Presselandschaft ist vielfältig. Die größten Tageszeitungen im Land, Trud und 24 Časa gehörten bis Ende 2010 der WAZ-Gruppe; der neue Eigentümer heißt BG Printinvest. Daneben gibt es auch andere ausländische Investoren in diesem Bereich. Weitere bedeutende Tageszeitungen sind Dnevnik, „Monitor“, Standart, „Sega“ und „Duma“. Einflussreiche Wochenzeitungen bzw. Zeitschriften sind Capital, Tema und Politika.
Im Jahr 2023 nutzten 80,4 Prozent der Einwohner Bulgariens das Internet.
Die Nichtregierungsorganisation Reporter ohne Grenzen sieht in Bulgarien erkennbare Probleme für die Pressefreiheit. Die Unabhängigkeit der Presse wird vor allem durch enge Verbindungen zwischen Medien, Politik und einflussreichen Geschäftsleuten untergraben. Der Oligarch Deljan Peewski verkaufte Ende der 2020er Jahre seine Medien, bleibt aber ein einflussreicher Akteur in Bulgarien. Die bulgarische Regierung und Behörden vergeben öffentliche Gelder und EU-Fördermittel intransparent und scheinbar regellos an Medienfirmen, wodurch diese regierungsfreundlich werden. Auf der anderen Seite geht der Staat juristisch gegen Medienunternehmen wie Bivol und die Economedia Group vor. Besonders investigativ arbeitende Journalisten sind Übergriffen von Polizei und Geschäftsleuten ausgesetzt.

### Kunst und Architektur
Die Kunst hat auf dem Gebiet Bulgariens eine lange Tradition. Aus dem 2. Jahrtausend v. Chr. sind zahlreiche thrakische Hügelgräber (Kurgane) und Goldschmiedearbeiten (siehe hierzu thrakische Kunst) erhalten.

#### Mittelalter und Renaissance

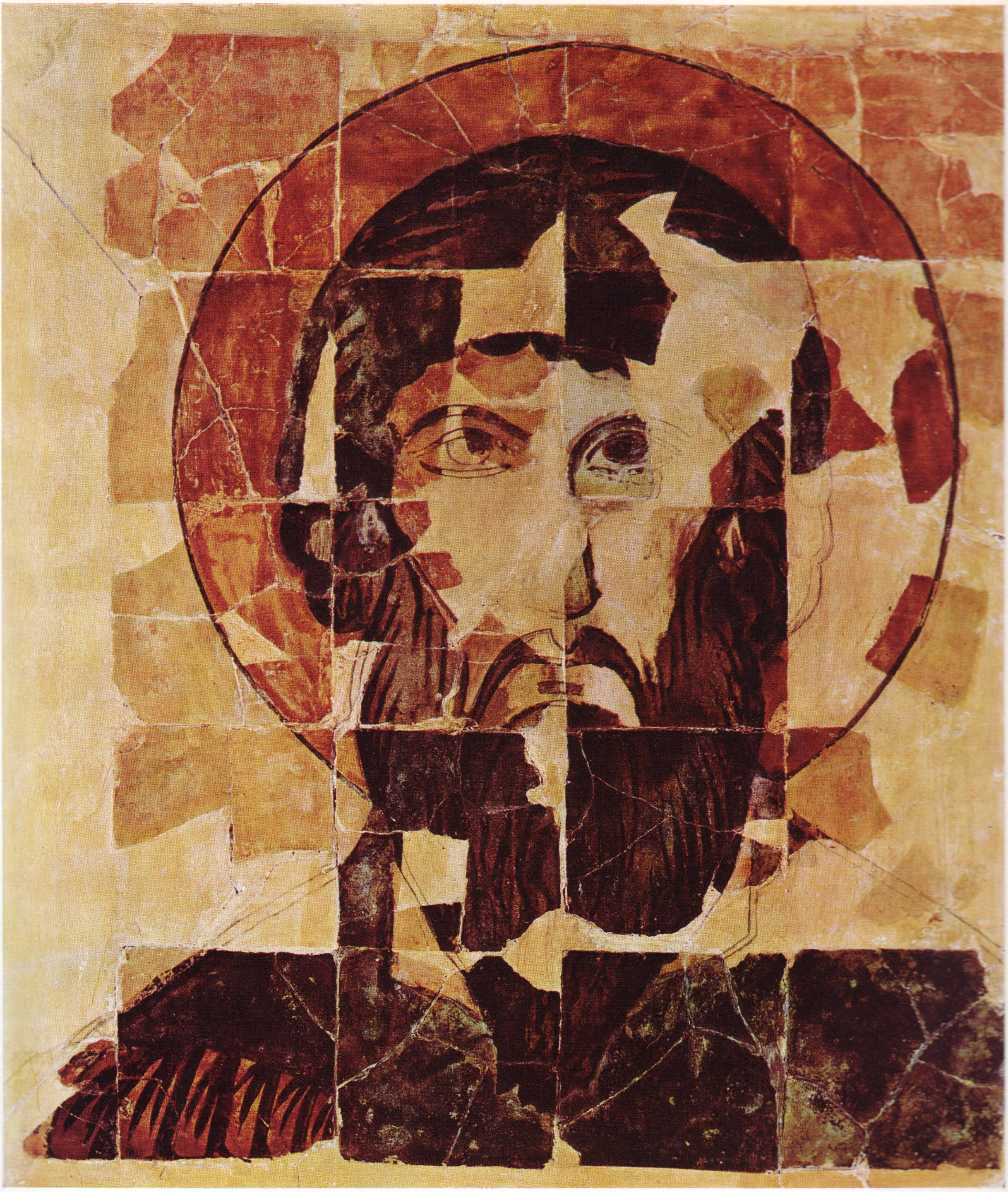
Ikone von Theodor Stratelates, in der Preslawer Keramik gefasst

Als wichtigstes Denkmal aus der frühesten bulgarischen Zeit gilt das in der UNESCO-Weltkulturerbe-Liste eingetragene lebensgroße Felsenrelief Reiter von Madara (8. Jahrhundert). Die erste Hauptstadt Pliska wurde noch nach römisch-byzantinischem Vorbild mit starken Festungsanlagen umgeben, besaß jedoch auch Paläste, Kirchen, Bäder und andere öffentliche Bauten, deren Bauformen und -technik ihren Ursprung zum Teil in Mittelasien und im Vorderen Orient hatten. Dies genügte jedoch nicht dem Herrschaftsanspruch der bulgarischen Zaren und Zar Simeon I., genannt der Große, verlegte 863 die Hauptstadt in das ebenfalls stark befestigte Preslaw. Von ihren Kirchen und Klöstern ist die Runde (auch Goldene) Kirche mit vielfarbigem Schmuck und glasierten Tonplatten (Preslawer Keramik) zu nennen, der für die bulgarische Kunst dieser Periode kennzeichnend ist. Mit der Christianisierung des bulgarischen Reiches wurden auch in anderen Städten Sakralbauten neu errichtet (wie etwa die Sophienkirche (Ohrid) in Ohrid (heute Nordmazedonien) als untypische Pfeilerbasilika errichtet, oder die Stephanoskirche in Nessebar) oder umgebaut (Alte Metropolitenkirche in Nessebar oder Sophienkirche in Sofia). Im Unterschied zur byzantinischen Kirchenarchitektur zeigte sich bereits vor Mitte des 10. Jahrhunderts die Tendenz zu sehr dekorativem Mauerwerk (Blendbogennischen, Mosaikschmuck, bemalte Keramik, Freskenmalerei).

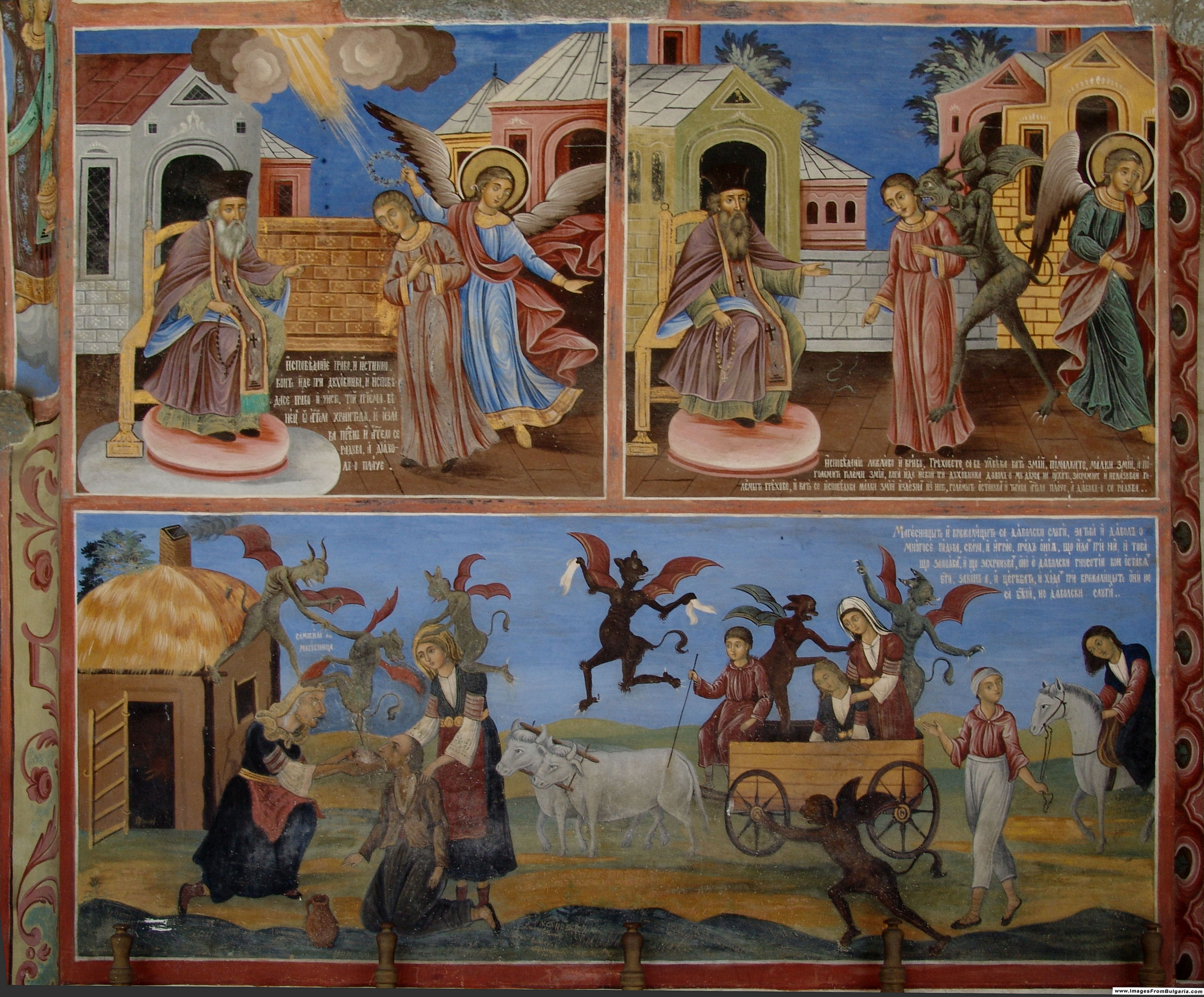
Außenbemalung der Hauptkirche im Rila-Kloster

Mit der byzantinischen Herrschaft (1018–1185/86) verstärkten sich auch die Einflüsse von Byzanz in der bulgarischen Kunst. Mit der Restauration des Bulgarischen Reiches im Jahre 1185 fand die Kunst des Ersten Bulgarischen Reiches ihre Fortsetzung. In Tarnowo, der neuen Hauptstadt, entstand ein kleinerer, meist einschiffiger, von Byzanz übernommener Kirchentyp, dessen Gewölbe und Böden zur Kuppel überleiten (Beispiele für Kreuzkuppelkirchen sind die Nikolauskirche in Melnik, die Pantokratorkirche und Johannes-Aleiturgetos-Kirche in Nessebar sowie die 40-Märtyrer-Kirche in Tarnowo). Sie blieben jedoch im Unterschied zur byzantinischen Kunst in den dekorativen Tendenzen in der sakralen Baukunst bestimmend (buntes, mit glasierter Keramik verziertes Sichtmauerwerk, Blendnischen und -arkaden). Die Außenwände sind durch Blendbögen gegliedert und durch rhythmische Wechsel roter und weißer Steine oder auch Keramik.

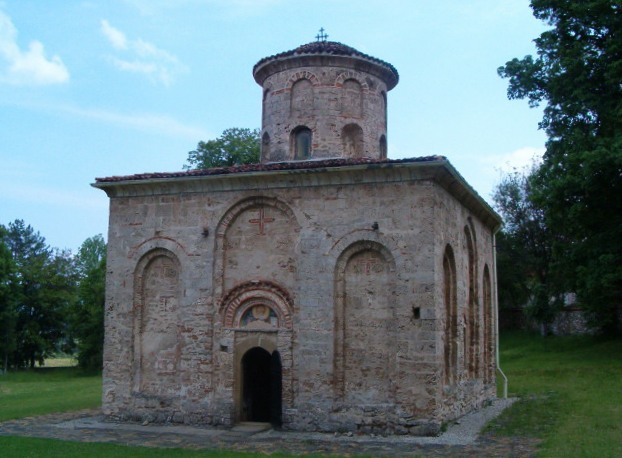
Klosterkirche in Zemen

Größere Selbstständigkeit erreichte die Malerei in den Fresken von Bojana (1259). Die in reiner Freskotechnik (fresco buono) ausgeführte Malerei in der Kirche von Bojana gehört somit zu der besterhaltenen aus dieser Periode in Südosteuropa und trägt renaissancehafte Züge. Die Fresken der Höhlenkirche von Iwanowo (kurz nach 1232, gestiftet von Iwan Assen II.) bereiteten den Boden für die künstlerische Renaissance unter den Palaiologen Ende des 13./Anfang des 14. Jahrhunderts. Die Fresken der Johanneskirche von Zemen (um 1300) sind mit vorikonoklastischen Elementen durchsetzt. Seit dieser Zeit, 13. und 14. Jahrhundert, ist Bulgarien auch für seine Ikonenmalerei bekannt. Die Vertreter der Malschule von Tarnowo überschritten die überlieferten Regeln der traditionellen Ikonenmalerei und schufen damit die bedeutendste eigenständige Schule der ostkirchlichen Kunst. Von den erhaltenen Bilderhandschriften sind die reichlich illustrierten Tetraevangeliar von Zar Alexander und die Manasses-Chronik des Zaren Iwan Alexander die bekanntesten (die erste befindet sich heute im British Museum in London, die zweite in der Vatikanischen Bibliothek).

#### Bulgarische Wiedergeburt
Nach der osmanischen Eroberung wurde die bulgarische christliche Kunst fast nur in den abgelegenen Klöstern gepflegt. Bulgarische Künstler waren jedoch an der regen osmanischen Bautätigkeit von öffentlichen Gebäuden und Bauten in der Zeit nach der Eroberung beteiligt. Vom 15. bis 18. Jahrhundert war die von der Mönchsrepublik Athos ausgehende Kunst bestimmend. Mit der bulgarischen Wiedergeburt am Ende der osmanischen Besatzung entstanden überall in den bulgarischen Ländereien neue Kunstschulen (über 40 sind bekannt), die alle dem so genannten Wiedergeburtsstil angehörten. In dieser Zeit entwickelte sich die Holzschnitzerei als spezifische bulgarische Kunst. Die bekanntesten Kunstschulen waren die Kunstschule von Tschiprowzi, Kunstschule von Debar und die Kunstschule von Samokow. Aus der letzten gingen viele der Maler hervor, welche die Bemalung von vielen Klöstern und Kirchen ausführten, darunter des mittlerweile in der Liste des UNESCO-Welterbes aufgenommenen Rila-Klosters.
Wichtig für die neuere Zeit war Jules Pascin, der 1885 in Widin geboren wurde. Eigentlich hieß er Julius Pinkas. Da er lange Zeit in Frankreich verbrachte, wo er auch 1930 starb, wird er als bulgarisch-französischer Maler und Grafiker bezeichnet.

#### Neuzeit
Der bekannteste bulgarische Künstler ist wohl Christo Jawaschew, der unter seinem Vornamen und zusammen mit seiner Frau Jeanne-Claude bekannt wurde. Er verhüllte etwa das Reichstagsgebäude in Berlin und den Pont Neuf in Paris.
In der Zeit des Sozialismus wurden in vielen bulgarischen Städten monumentale Bauten zu Ehren der Staatsphilosophie oder ihrer Vertreter errichtet. Gegen die Monumentalskulpturen begehrt eine Gruppe junger Künstler auf, die unter dem Namen Destructive Creation diese Skulpturen illegal künstlerisch umwidmet. Dieses Projekt ist Teil eines Dokumentarfilms, den die Regisseurin Susanna Schürmann im Jahr 2019 auf Arte unter dem Titel Das Rote Erbe – Künstler und die sozialistische Vergangenheit veröffentlichte. Neben der Künstlergruppe begleitet der Film den Fotografen Nikola Mihov, der seit vielen Jahren diese Skulpturen fotografiert und berichtet über das Goatmilk-Festival der bulgarischen Kulturmanagerin und Journalistin Diana Ivanova.

### Musik
Bulgarien verfügt über eine große Tradition des Chorgesangs. Der staatliche Chor wurde durch einen eigenen Stil sehr erfolgreich, zahllose bulgarische Frauenchöre wie etwa Angelite sind heute international bekannt. Das bulgarische Nationalinstrument ist, neben der dreiteiligen Längsflöte Kaval, der Dudelsack Gaida. In den meisten Landesteilen wird die hochgestimmte Thrakische Gaida (Djura Gaida) gespielt, überwiegend zum Tanz, während im rhodopischen Gebirge die tief gestimmte Kaba Gaida zur Begleitung meist trauriger Balladen genutzt wird. Seltener sind die kleineren, einteiligen Hirtenflöten Swirka und Duduk. Das Doppelrohrblattinstrument Zurna wird traditionell von Roma und der türkischen Minderheit gespielt. Das bekannteste Saiteninstrument ist die gestrichene Kurzhalslaute Gadulka. Des Weiteren finden die Langhalslaute Tambura, das Streichinstrument Gusle sowie die Trommeln Tapan (Tupan, verwandt mit der türkischen Davul) und Tarambuka (Darbuka) in der traditionellen bulgarischen Volksmusik Verwendung.
Bekannte bulgarische Sänger sind unter anderem Ari Leschnikow, der von 1928 bis zur Auflösung in den 1930er Jahren den Comedian Harmonists als Tenor angehörte und der Opernsänger Boris Christow, der als einer der weltbesten Bassisten galt. Die gebürtige Bulgarin Wesselina Kassarowa gehört heute zu den gefragtesten Mezzosopranistinnen der Welt. Mit Anna-Maria Ravnopolska-Dean kommt eine der bekanntesten Harfenistinnen der Gegenwart aus Bulgarien. Aber auch die bulgarischen Folklorelieder wurden durch die Sängerinnen von Le Mystère des Voix Bulgares und Walja Balkanska weltberühmt. Auch die populäre französische Chanson- und Pop-Sängerin Sylvie Vartan ist eine gebürtige Bulgarin.
Die bulgarische Volksmusik verfügt über eine große rhythmische Vielfalt. Ungerade Takte, wie zum Beispiel 5/8, 7/8 und 9/8, machen diese Musik schwierig zu spielen. Viele moderne Musiker in den verschiedensten Genres benutzen Elemente bulgarischer beziehungsweise südosteuropäischer Volksmusik.

### Literatur

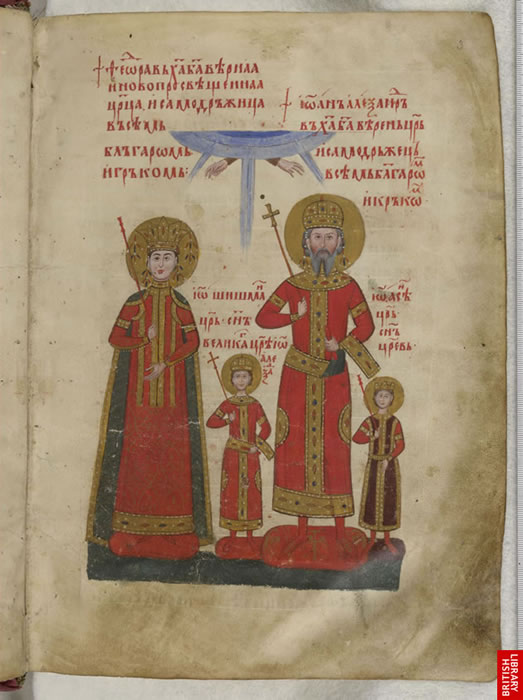
Tetraevangeliar der Schule von Tarnowo

### Folklore und Brauchtum

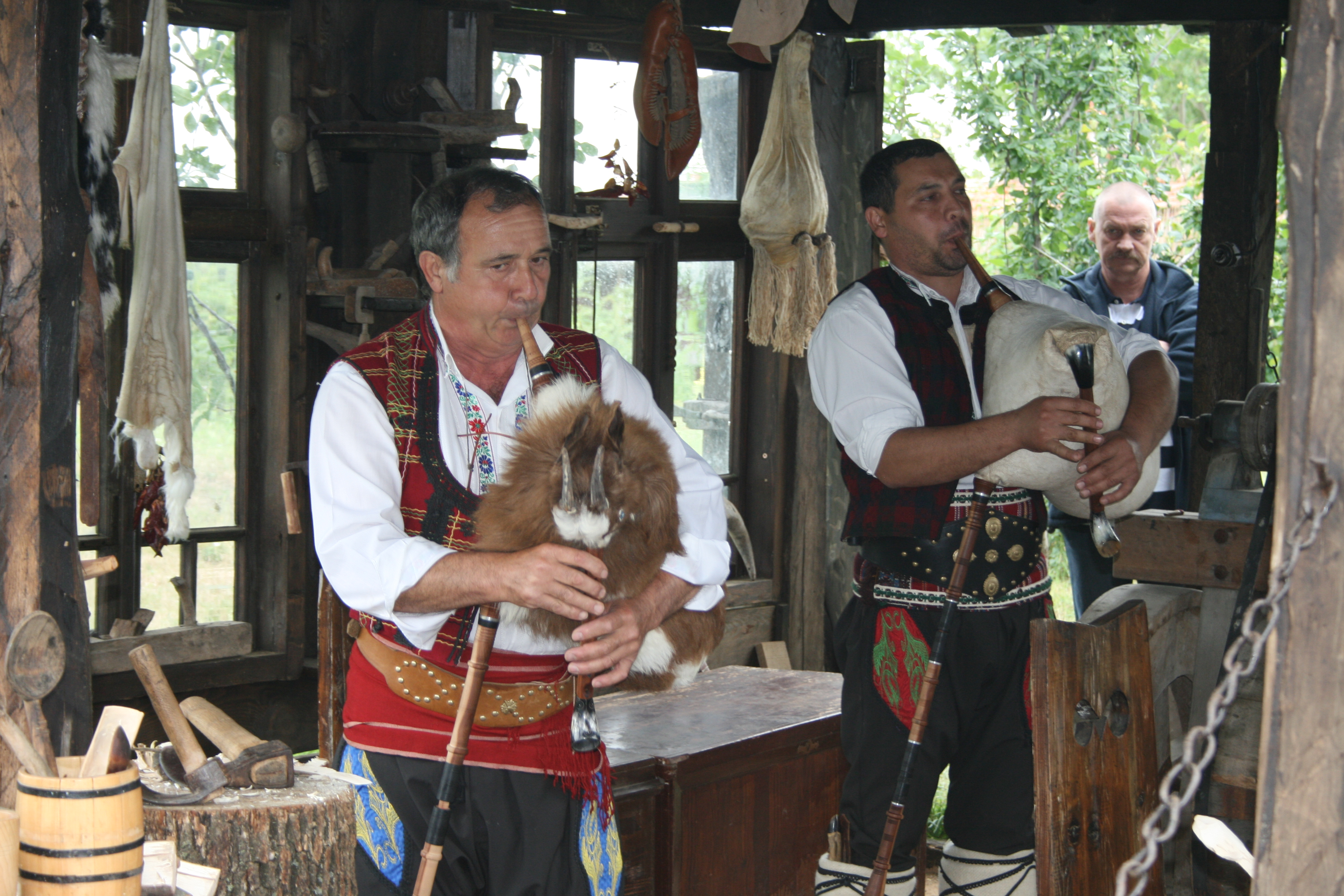
Ostbulgarische Musiker spielen auf ihrer handgefertigten Gajda

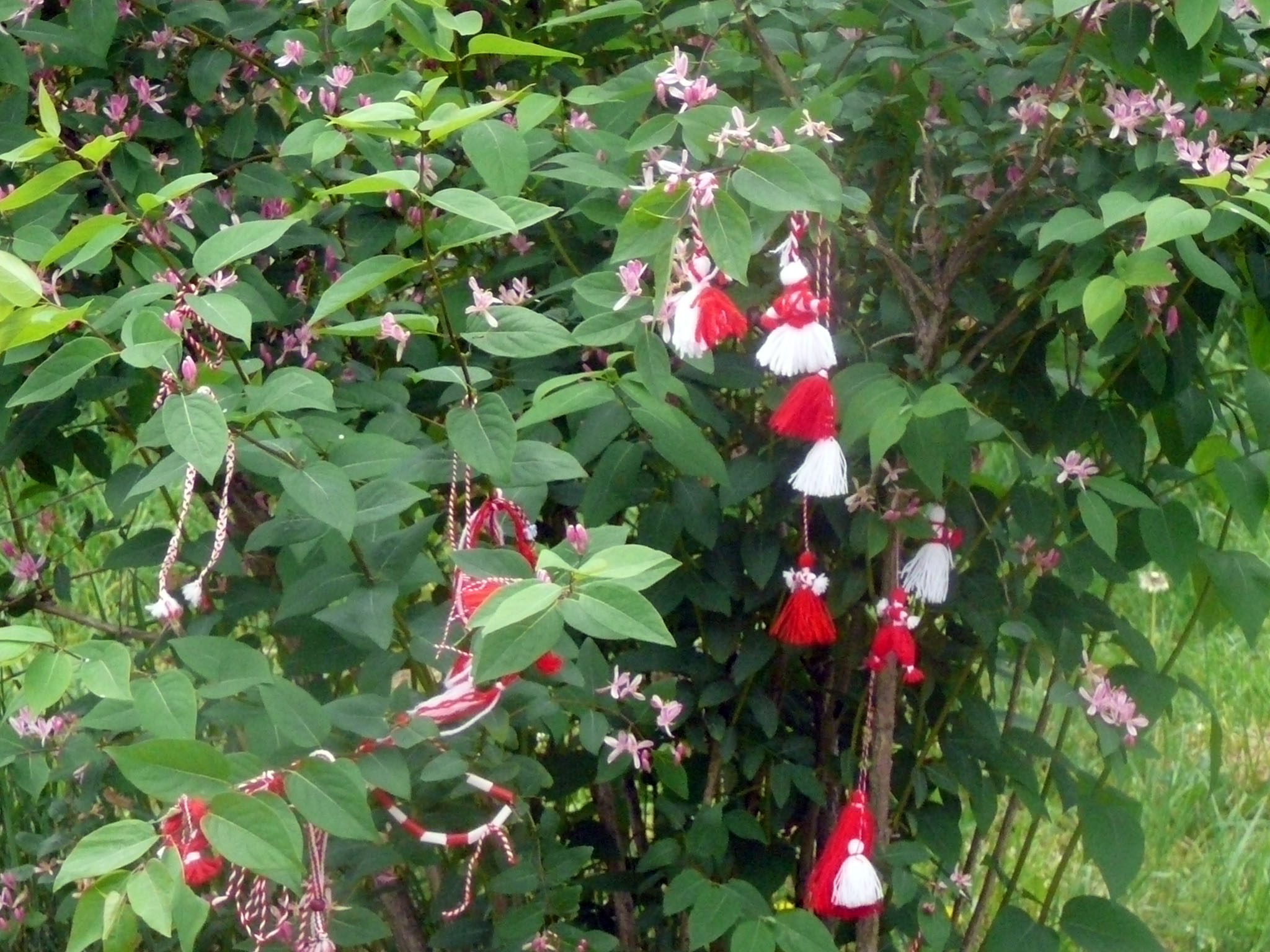
Abgelegte Marteniza

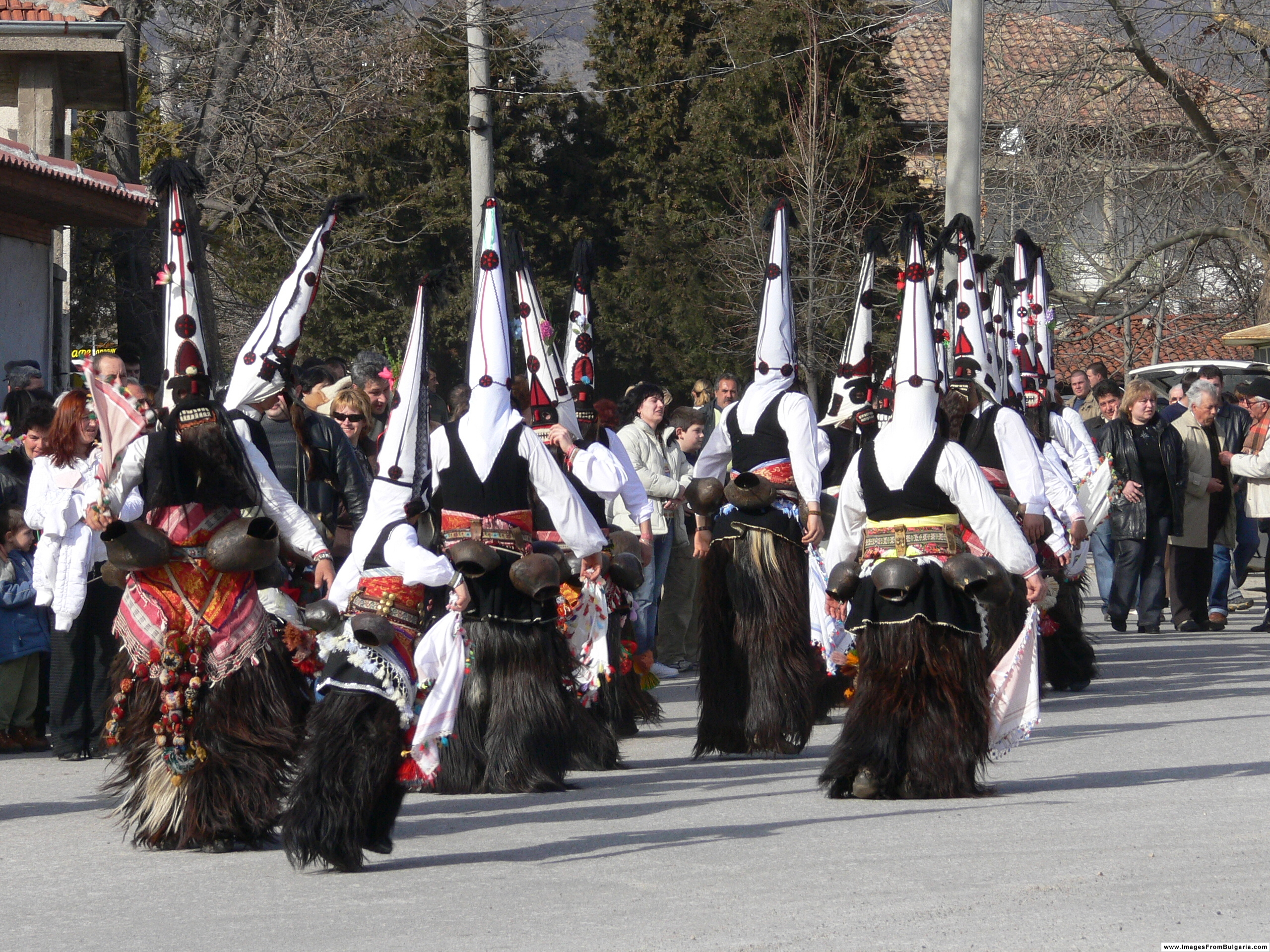
Kukeri während ihrer Ritualtänze

Eine besondere Rolle in der Kulturgeschichte Bulgariens spielt die Folklore und das Brauchtum, die während der osmanisch-türkischen Herrschaft nicht nur zur Bewahrung der nationalen Identität, sondern auch zu den weiteren Entwicklungen der Kunst und der Literatur beitrug. Eng verbunden mit der damaligen Lebensweise und Kämpfen gegen die Osmanen sind vor allem die Volkslieder (Helden-, Hajduken-, Fest-, Ritual-, Liebes- und epische Lieder), die wegen der Vielfalt der Texte und Rhythmen (ungerade Takte wie zum Beispiel 5/8, 5/16, 7/16 etc.) und der originellen Melodik (dorische, phrygische Tonart, mensurische Metrik etc.) auch heute populär sind.
In Bulgarien werden Gruppen- und Solotänze unterschieden (choro bzw. ratscheniza), die vor allem durch komplizierte Tanzschritte gekennzeichnet sind. Die Tänze werden meist von der Hirtenflöte Kaval, der Sackpfeife Gajda, der Zylindertrommel Tapan sowie den Streichinstrumenten Gadulka und Gusla begleitet.
Ein beliebter Brauch ist das Verschenken von Martenizas (Мартеница), kleinen rot-weißen Stoffanhängern oder Armbändern, zum Frühlingsanfang am 1. März. Die Martenizas sollen, damit sie Glück und Gesundheit bringen, getragen werden, bis man den ersten Storch sieht. Dann soll man die Marteniza an einen Zweig (vorzugsweise der Kornelkirsche) binden und sich etwas wünschen. Weiter wird im Südosten Bulgariens, in der Region Strandscha, dem Feuerlauf nachgegangen. Zur bäuerlichen Tradition gehören in den Dürreperioden im späten Frühling und im Sommer zwei Regenriten: German ist eine phallische Puppe, die in Nordbulgarien von Frauen rituell bestattet und beweint wird. Im Osten Bulgariens ziehen Paparuda (Regenmädchen) von Haus zu Haus und singen Regenbittlieder.
In allen Regionen sind die Karnevalspiele der Kukeri vertreten, die eine Art Volkstheater darstellen. Sie treten in der Woche vor Beginn der orthodoxen Fastenzeit in Ostbulgarien und zwischen Weihnachten und Dreikönigsfest in Restbulgarien auf. Ähnlich wie in Deutschland während der Karnevalszeit, oder während der Rauhnächte werden Straßentänze und verschiedene Bräuche abgehalten, die symbolisch für die Geisteraustreibung oder -beschwörung, Winteraustreibung, für Fruchtbarkeit, Gesundheit, gute Saat und Ernte und Weiteres stehen.
Hochentwickelt war im Mittelalter auch das Kunstgewerbe, das man heute vor allem in den phantasiereichen Nationaltrachten (bunte Stoffe mit Stickereien, schwerer metallener Schmuck, verschiedene Kopfbedeckungen) wiederfindet.
Das Interesse für die Folklore und das Brauchtum bestand schon während der nationalen Wiedergeburt. In der Zeit der Herrschaft der Kommunisten wurde die Bewahrung der Tradition durch die Organisation mehrerer Folklore-Festivals, folkloristische Orchester, Tanzensembles, eine Hochschule in Kotel und andere Initiativen gefördert, jedoch gerieten Elemente der Volkskultur (Bräuche, Rituale, Sitten), die in das Gesamtbild der sozialistischen Gesellschaft aus ideologischer Sicht nicht passten, in Vergessenheit (unter anderem das Besuchen der Liturgie zu den kirchlichen Feiertagen, wie Ostern oder Weihnachten). Seit der Demokratisierung wurden jedoch die alten Traditionen neu belebt.
In Bulgarien gilt abweichend von der sonst europaweiten üblichen Konvention das Kopfnicken als Verneinung, das Kopfschütteln als Bejahung. Der Sage nach geht dies auf das Verhör eines Freiheitskämpfers zurück, der mit unter dem Kinn gehaltener Schwertspitze gefragt wurde, ob er leben bleiben wolle.

### Küche
Eine typische bulgarische Mahlzeit beginnt mit einem Schopska-Salat (шопска салата) oder Thrakijska-Salat (тракийска салата) zu einem Rakija und im Sommer mit der kalten Suppe Tarator (таратор). Als Hauptgericht gelten die Kebaptscheta (кебапчета) oder ein typischer Festtagslammbraten, das Tschewerme (чеверме), Kawarma (каварма) sowie andere Grillspeisen. Zum Schluss nimmt man die Baniza (баница) zu sich. In der bulgarischen Küche sind zudem das Bohnenkraut Tschubriza (чубрица) und die kräftig gewürzte, hauptsächlich aus Paprika- und Tomatenpüree bestehende Ljuteniza (лютеница) sowie die besonderen Wurstarten Lukanka (луканка) und Sucuk (суджук) sehr beliebt.

### Feiertage
| Datum                            | Name | Deutscher Name | Anmerkungen                   |
| -------------------------------- | --- | --- | ----------------------------- |
| 1. Januar (gregorianisch)        | Нова година                                                                                                 | Neujahr |                               |
| 3. März                          | Ден на Освобождението на България от османско иго                                                           | Nationalfeiertag, eingeführt 1880, Tag der Befreiung Bulgariens vom Osmanischen Reich | 1878, Frieden von San Stefano |
| julianisch                       | Великден | Ostern |                               |
| 1. Mai                           | Ден на труда и на международната работническа солидарност                                                   | Internationaler Tag der Arbeit und der internationalen Arbeitersolidarität |                               |
| 6. Mai                           | Гергьовден, Ден на храбростта и Българската армия                                                           | Georgstag, Tag der Tapferkeit und der bulgarischen Armee |                               |
| 24. Mai                          | Ден на светите братя Кирил и Методий, на българската азбука, просвета и култура и на славянската книжовност | Tag der Heiligen Kyrill und Method, des bulgarischen Alphabets, der Aufklärung und Kultur und der slawischen Literatur (der Feiertag ist eng verknüpft mit der Kreation des kyrillischen Alphabets) | schulfrei                     |
| 6. September                     | Ден на Съединението на България                                                                             | Tag der Vereinigung Bulgariens | 1885 mit Ostrumelien          |
| 22. September                    | Ден на Независимостта на България                                                                           | Tag der Unabhängigkeit Bulgariens | 1908                          |
| 1. November                      | Ден на народните будители – неприсъствен за всички учебни заведения                                         | Tag der nationalen Erweckung | schulfrei                     |
| 24. Dezember (gregorianisch)     | Бъдни вечер                                                                                                 | Heiligabend |                               |
| 25./26. Dezember (gregorianisch) | Коледа, Рождество Христово                                                                                  | Weihnachten, Geburt Christi |                               |

### Gedenktage
Am 19. Januar 2011 beschloss die bulgarische Regierung, den 1. Februar als Gedenktag für die Opfer des Kommunismus einzuführen.
Am 2. Juni wird in ganz Bulgarien durch das Einschalten der Luftsirenen am Mittag um 12:00 Uhr und einer Gedenkminute das Leben und Werk des Freiheitskämpfers Christo Botew geehrt. Ein weiterer Gedenktag ist der 18. Februar, Todestag des Revolutionärs und Ideologen Wassil Lewski. Dabei finden am 19. Februar im ganzen Land Gedenkfeiern mit Blumenniederlegungen und Andachtsgottesdiensten statt.

### Wissenschaft/Erfindungen
Der berühmteste Wissenschaftler bulgarischer Herkunft ist wahrscheinlich der in den USA geborene John Vincent Atanasoff. Er ist der Erfinder des elektronischen digitalen Rechners und lehrte mathematische Physik.
Ebenfalls ein berühmter US-amerikanisch-österreichisch-bulgarischer Wissenschaftler ist Carl Djerassi, der auch als der Vater der Antibabypille bezeichnet wird.

### Sport
Vor der Wende war Sport Staatspolitik und viele bulgarische Sportler sorgten weltweit für Aufmerksamkeit. Die größten Erfolge wurden in den Individualsportarten erzielt. Nach dem Fall des Realsozialismus und mit dem Wegfall staatlicher Unterstützung konnten sich nur Sportler beweisen, die äußerst große Talente waren und meist aus Sportlerfamilien kamen. Bekanntes Beispiel sind die Maleeva-Schwestern im Tennis, die alle in den Top 10 gestanden haben und deren letztes Mitglied, Magdalena Maleeva, 2005 zurücktrat. In Bulgarien gibt es eine lange Tradition im Schach, Kraftsport (Ringen, Gewichtheben, Boxen), Volleyball, in der Leichtathletik und in der rhythmischen Sportgymnastik. Der Ringer Nikola Stantschew war der erste bulgarische Olympiasieger.

#### Schach
Bulgarien kann eine lange Tradition im Schachspielen vorweisen. Bulgarien hat seit der Einführung des Großmeistertitels 1970 durch den Weltschachbund FIDE 39 Großmeister hervorgebracht (Stand: September 2012). Dazu gehören der ehemalige Schachweltmeister Wesselin Topalow und die ehemalige Schachweltmeisterin Antoaneta Stefanowa, des Weiteren bekannte Schachspieler wie Iwan Tscheparinow, Julian Radulski, Iwan Radulow, Ljuben Spassow und Kiril Georgiew.

#### Volleyball
Volleyball ist nach Fußball die zweite Ballsportart, die nicht nur in Bulgarien beliebt, sondern in der das Land auch international erfolgreich ist. Die Männermannschaft erreichte zuletzt 2007 den dritten Platz bei der Weltmeisterschaft und nimmt zurzeit (August 2016) den 16. Platz der Volleyball-Weltrangliste ein. Die Frauen erreichten den Gipfel ihrer sportlichen Erfolge mit dem Europatitel im Jahre 1981. Zu den bekanntesten bulgarischen Volleyballspielern zählen Plamen Konstantinow, Daniel Peew, Nikolaj Scheljaskow, Ljubomir Ganew, Martin Stoew, Wladimir Nikolow und Matej Kasijski sowie bei den Frauen Zwetana Boschurina und Jordanka Bontschewa.
2012 erreichte Bulgarien bei den Olympischen Spielen in London den vierten Platz bei den Männern.
2025 wurden die bulgarischen Juniorinnen (U-19 Mädchen) Weltmeisterinnen, ein Jahr nachdem dieselbe Frauenmannschaft Europameisterinnen wurden.

#### Fußball
Die bulgarische Fußballnationalmannschaft konnte sich mehrmals für Europa- und Weltmeisterschaften qualifizieren. Derzeitiger Nationaltrainer ist der ehemalige Bundesliga-Profi Krassimir Balakow. Der größte Erfolg des bulgarischen Fußballs war der 4. Platz der Nationalmannschaft bei der Fußball-Weltmeisterschaft 1994 in den USA. Unter den Fußballern der „Goldenen Generation“ ist neben Balakow vor allem der Träger des Ballon d’Or, Christo Stoitschkow zu nennen.
Der erfolgreichste bulgarische Verein ist ZSKA Sofia, der zweimal im Halbfinale des Europapokals der Landesmeister stand. Weitere wichtige Fußballvereine sind Lewski Sofia, Slawia Sofia, Lokomotive Sofia und Litex Lowetsch. Meister (2011/12) war Ludogorez Rasgrad.
Weitere bekannte bulgarische Fußballspieler sind: Emil Kostadinow, Ljuboslaw Penew, Trifon Iwanow, Jordan Letschkow, Georgi Asparuchow, Dimitar Berbatow, Martin Petrow, Stilian Petrow, Waleri Boschinow.

#### Gewichtheben, Motorradsport und Special Olympics
Bulgarien hat auch eine lange Tradition im Gewichtheben. Bekannteste Gewichtheber sind Iwan Abadschiew, Norair Nurikjan, Milena Trendafilowa oder Iwan Iwanow. Naim Süleymanoğlu und Halil Mutlu sind bekannte Gewichtheber aus der türkischen Minderheit. Beide wanderten in die Türkei aus.
Die Städte Schumen und Targowischte sind die bulgarischen Speedway-Hochburgen und auf diesen Bahnen wurden bereits seit den 1970er Jahren mehrere Qualifikationsrennen zu Weltmeisterschaften ausgetragen. Der bulgarische Motorsport-Verband ist indes bemüht, das Stadion in Targowischte so zu modernisieren, dass ein Speedway-WM-Grand-Prix von Bulgarien dort ausgefahren werden kann.
Special Olympics Bulgarien wurde 1994 gegründet und nahm mehrmals an Special Olympics Weltspielen teil.